# Smallville
Pour l’article homonyme, voir Smallville (comics).

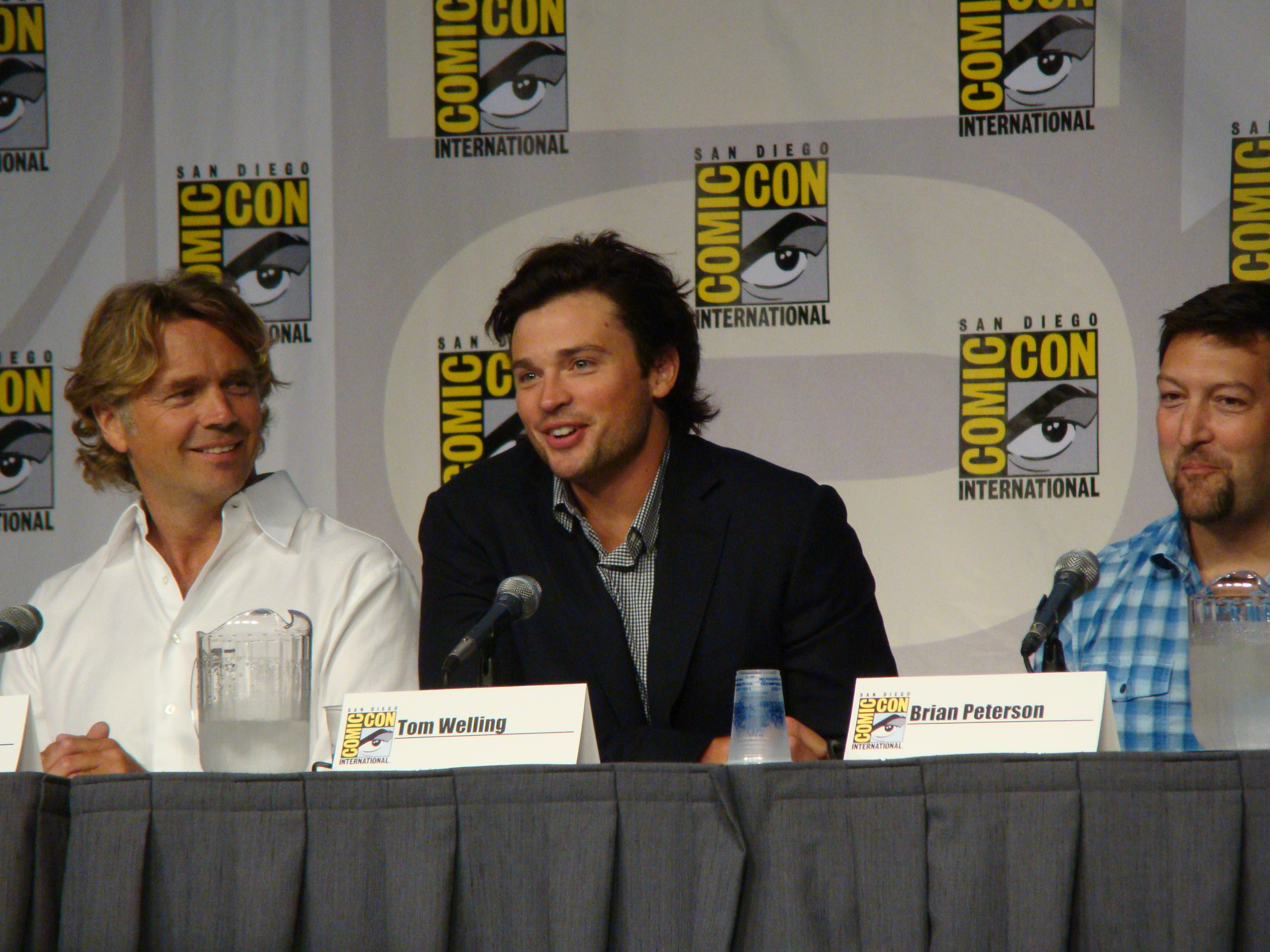
L'équipe de Smallville au Comic-Con

Smallville est une série télévisée de science-fiction américaine en 218 épisodes de 42 minutes créée par Alfred Gough et Miles Millar, qui raconte la jeunesse de Superman et qui a été diffusée du 16 octobre 2001 au 11 mai 2006 sur The WB puis du 28 septembre 2006 au 13 mai 2011 sur The CW.
En France, les sept premières saisons ont été diffusées du 4 janvier 2003 au 19 octobre 2008 dans la Trilogie du Samedi sur M6 puis intégralement diffusée du 28 octobre 2004 au 23 juin 2011 sur TF6, entre le 11 janvier 2010 et le 10 septembre 2012 sur W9, dès le 26 août 2013 sur 6ter, dès le 2 octobre 2015 sur NRJ 12 et depuis le 11 février 2016 sur Syfy. Au Canada, elle est diffusée à partir du 24 octobre 2003 sur VRAK.TV, et en Belgique, La Une a diffusé les trois premières saisons puis La Deux a diffusé le reste de la série.
Smallville a été généralement bien accueilli au début. L'ancienne star de Superman, Christopher Reeve, a exprimé son approbation pour la série, faisant deux apparitions invitées avant sa mort. L'épisode pilote a établi un record d'audience pour The WB, avec 8,4 millions de téléspectateurs. Sur dix saisons, la série a attiré en moyenne 4,34 millions de téléspectateurs par épisode, la deuxième saison étant la mieux notée avec 6,3 millions. À la fin de sa diffusion, Smallville a dépassé Stargate SG-1 comme la série de science-fiction américaine la plus ancienne en nombre d'épisodes. Depuis sa première saison, la série a reçu des distinctions allant des Emmy Awards aux Teen Choice Awards. Smallville a engendré une série de romans pour jeunes adultes, une bande dessinée bimestrielle de DC Comics, avec des enregistrements de bandes sonores et des produits liés à la série.
L'ultime saison de Smallville s'est achevée aux États-Unis le vendredi 13 mai 2011 avec un double épisode final.

## Synopsis
Octobre 1989. Une pluie de météorites s'abat sur Smallville, dans le Kansas, bouleversant la vie de tous ses habitants. Un couple de fermiers, les Kent, découvre sur la route que la pluie de météorites accompagnait un vaisseau extra-terrestre, qui renferme un enfant de trois ans. Jonathan et Martha récupèrent alors ce jeune garçon venu du ciel et l'élèvent comme leur propre fils.
Des années plus tard. Clark Kent tente de vivre une vie normale malgré d'extraordinaires pouvoirs qu'il essaye de dissimuler aux yeux de ses amis, Chloé, Pete, Lana et le mystérieux Lex Luthor. Après une scolarité agitée au Lycée de Smallville, il s'engage comme journaliste au Daily Planet en compagnie de Lois Lane.
Clark devra faire d'énormes sacrifices au cours de son périple pour mettre ses pouvoirs au service du bien et devenir le héros acclamé de tous, Superman.  Dans ses aventures,  il est souvent accompagné de son ami Pete, un jeune afro-américain et de Chloé. Ainsi que Lana, dont il est amoureux au départ et avec qui il finira par avoir une relation amoureuse. 

## Distribution

### Acteurs principaux
- Tom Welling (VF : Tony Marot) : Clark Kent / Kal-El / Le Flou / Superman ; Bizarro ; Clark Luthor / Ultraman ; Jor-El jeune
- Michael Rosenbaum (VF : Damien Ferrette) : Lex Luthor (saisons 1 à 7, invité saison 10)
- Kristin Kreuk (VF : Laura Blanc) : Lana Lang (saisons 1 à 7, récurrente saison 8)
- Allison Mack (VF : Edwige Lemoine) : Chloe Sullivan
- Sam Jones III (VF : Fabrice Trojani puis Alexis Tomassian) : Pete Ross (saisons 1 à 3, invité saison 7)
- John Glover (VF : Pierre Dourlens) : Lionel Luthor (récurrent saison 1, régulier saisons 2 à 7, invité saison 10)
- Annette O'Toole (VF : Brigitte Virtudes) : Martha Kent (saisons 1 à 6, invitée saisons 9 et 10)
- John Schneider (VF : Patrick Béthune) : Jonathan Kent (saisons 1 à 5, invité saison 10)
- Eric Johnson (VF : Jérôme Pauwels) : Whitney Fordman (saison 1, invité saisons 2 et 4)
- Jensen Ackles (VF : Fabrice Josso) : Jason Teague (saison 4)
- Erica Durance (VF : Véronique Desmadryl) : Lois Lane (récurrente saison 4, régulière saisons 5 à 10)
- Aaron Ashmore (VF : Stéphane Pouplard) : Jimmy Olsen (récurrent saison 6, régulier saisons 7 et 8, invité saison 10)
- Justin Hartley (VF : Martial Le Minoux) : Oliver Queen / l'Archer Vert (récurrent saison 6, invité saison 7, régulier saisons 8 à 10)
- Laura Vandervoort (VF : Barbara Beretta) : Kara-El / Supergirl (saison 7, invitée saisons 8 et 10)
- Cassidy Freeman (VF : Laurence Dourlens) : Tess Mercer / Lutessa Lena Luthor (saisons 8 à 10)
- Sam Witwer (VF : Thomas Roditi) : Davis Bloome / Doomsday (saison 8)
- Callum Blue (VF : Vincent Ropion) : General Zod (saison 9, invité saison 10)

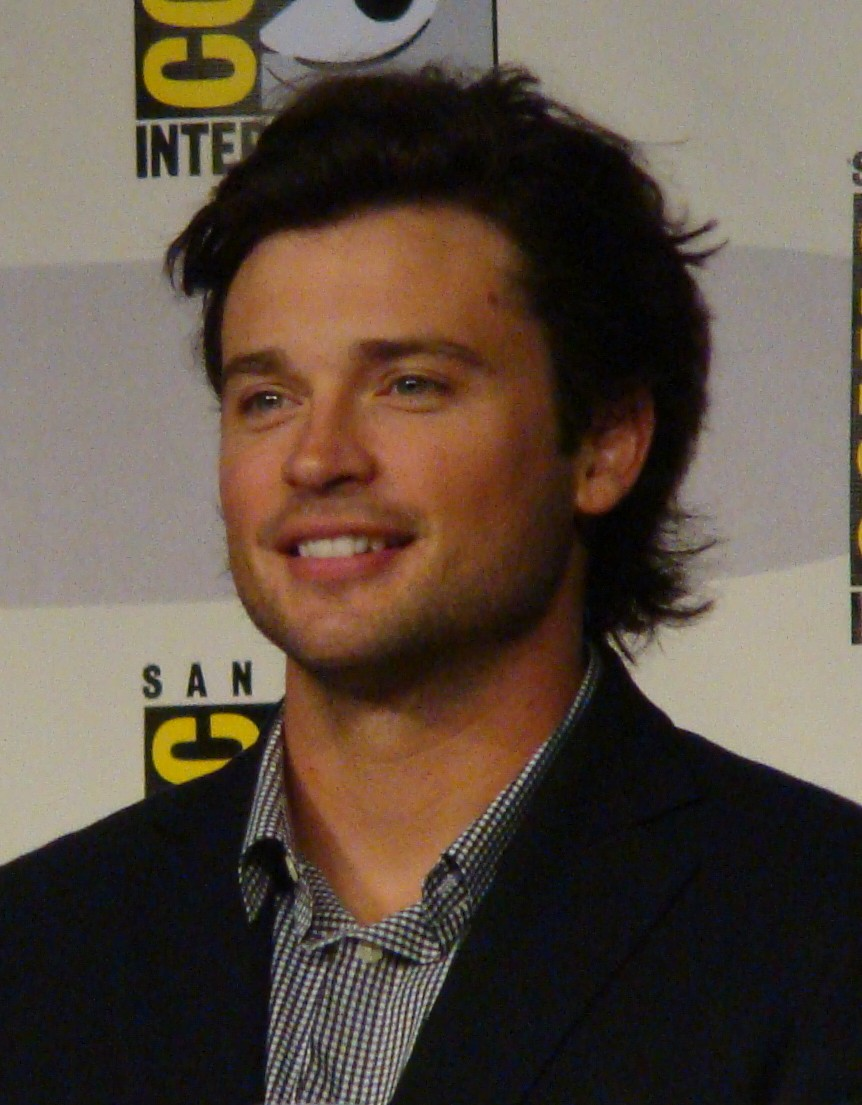
Tom Welling interprète Clark Kent
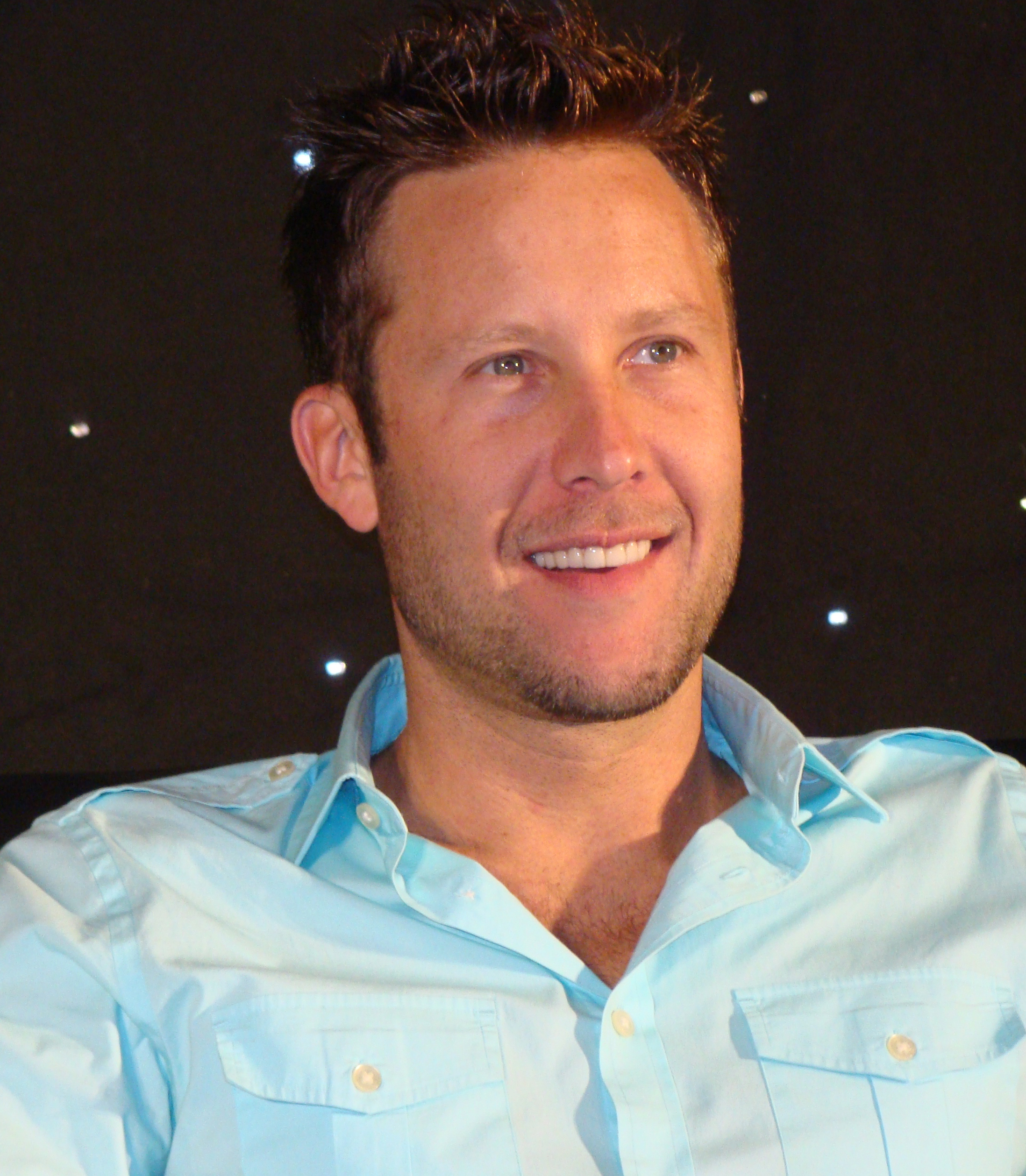
Michael Rosenbaum interprète Lex Luthor
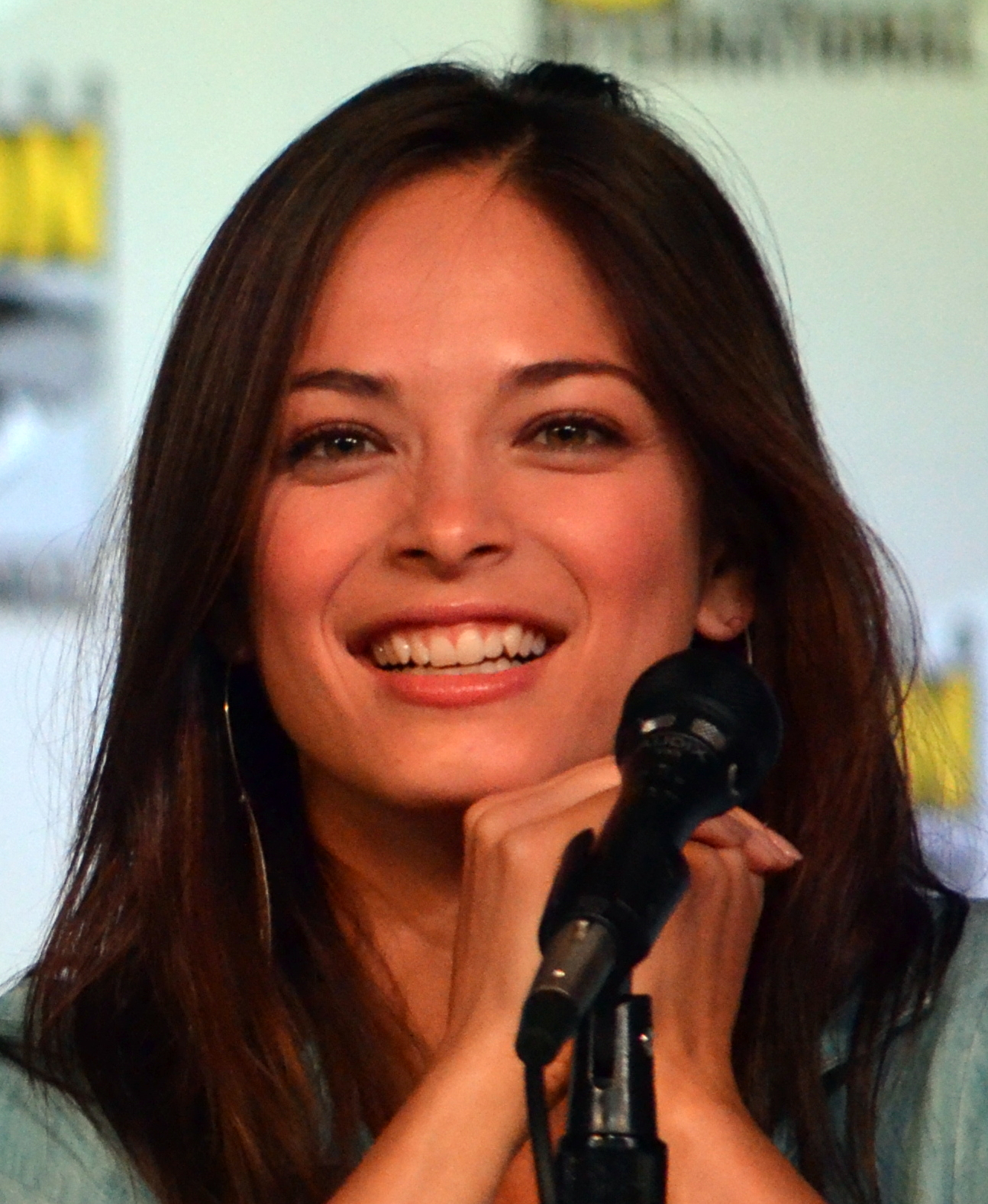
Kristin Kreuk interprète Lana Lang
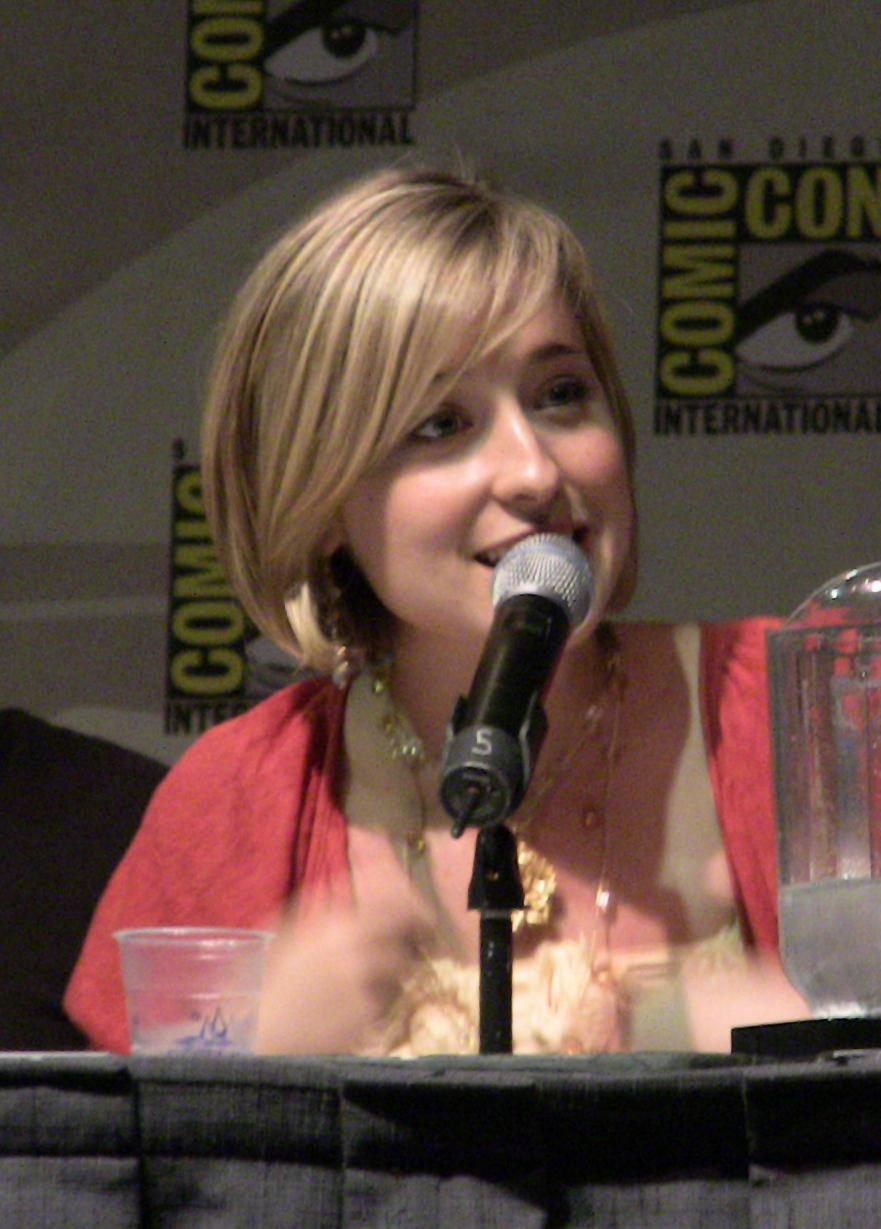
Allison Mack interprète Chloe Sullivan
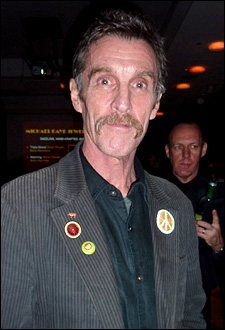
John Glover interprète Lionel Luthor
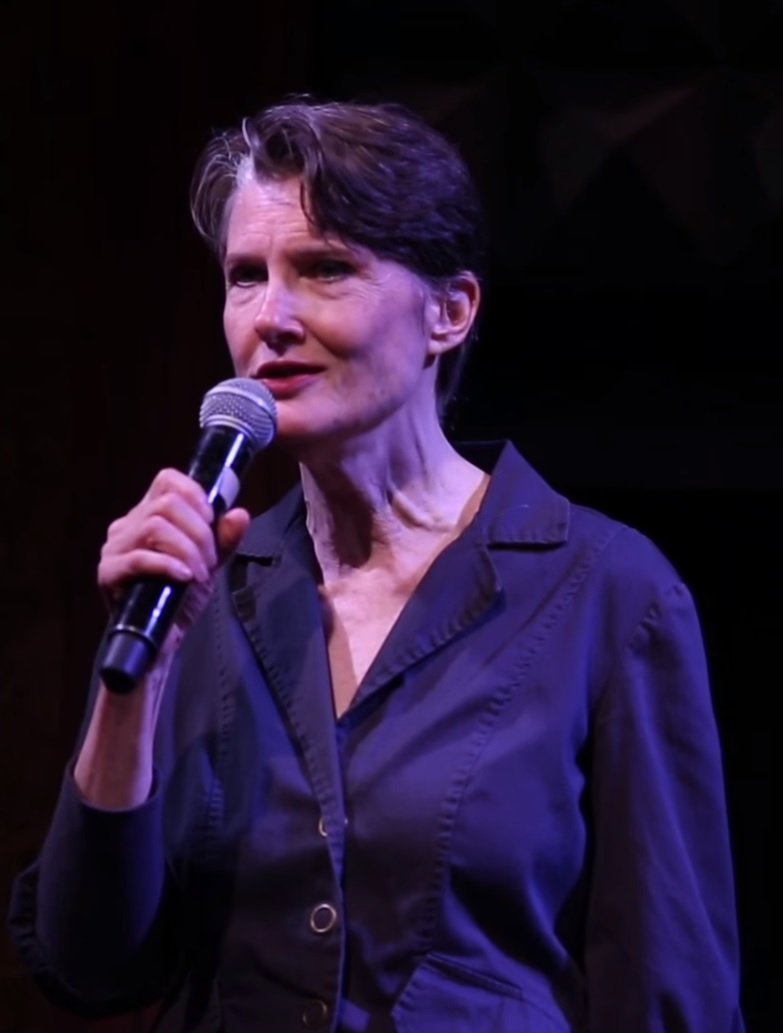
Annette O'Toole interprète Martha Kent
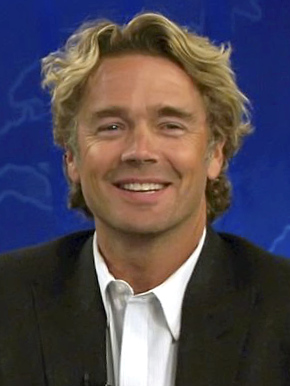
John Schneider interprète Jonathan Kent
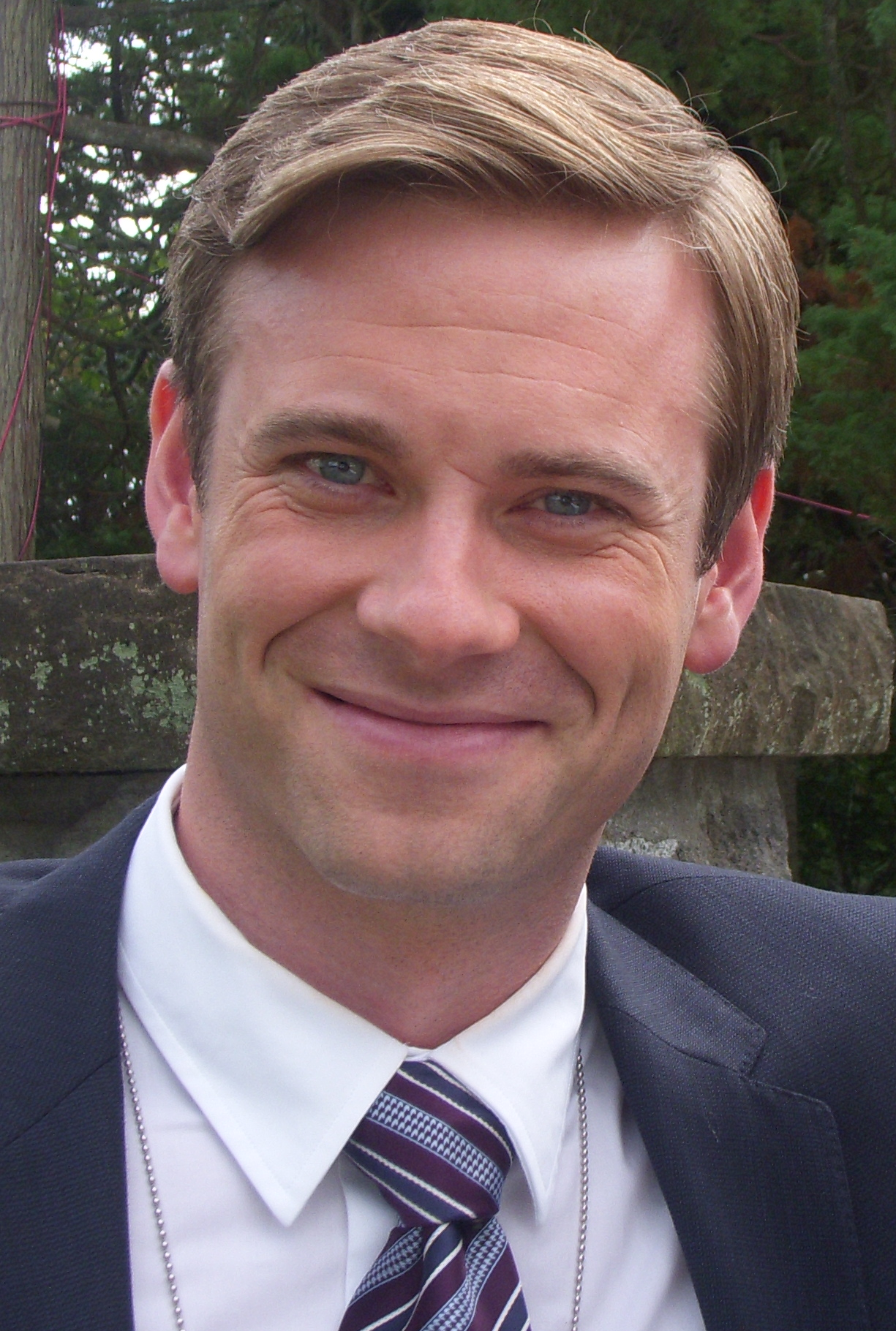
Eric Johnson interprète Whitney Fordman
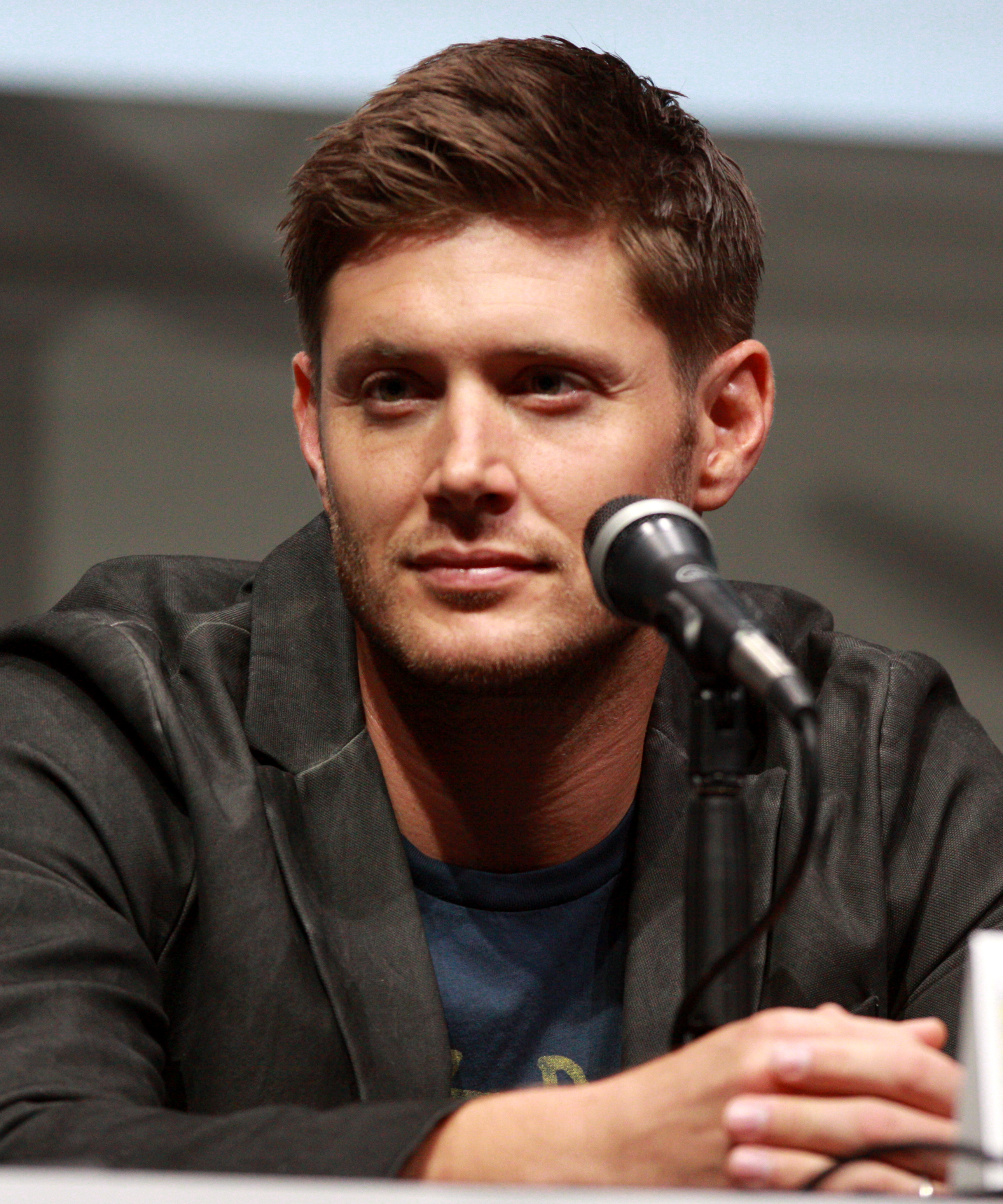
Jensen Ackles interprète Jason Teague
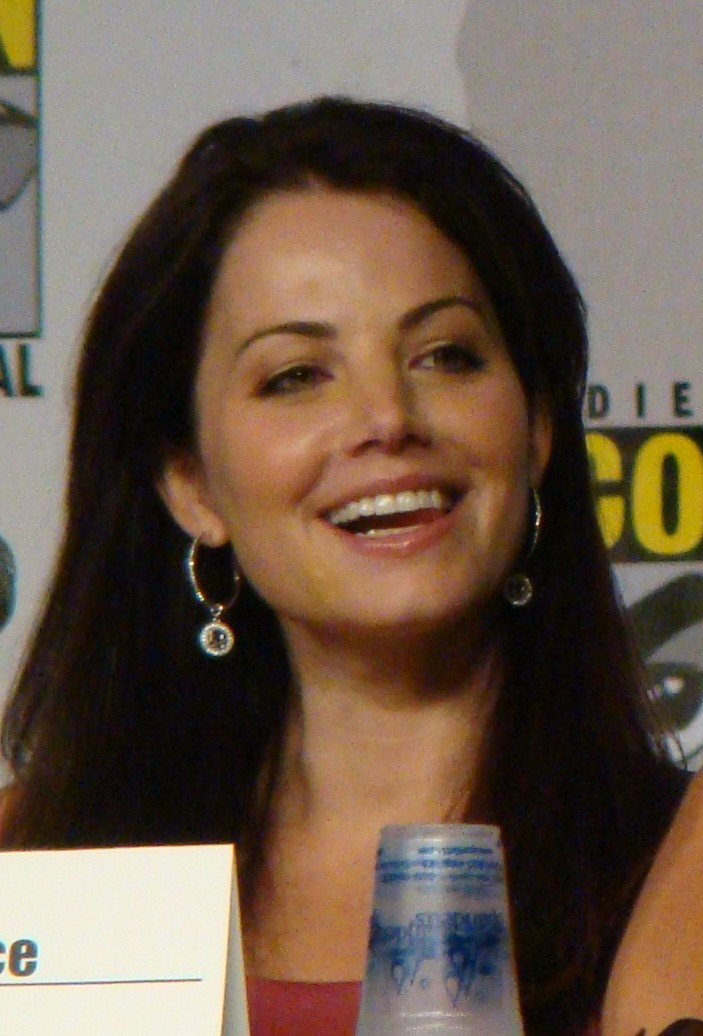
Erica Durance interprète Lois Lane
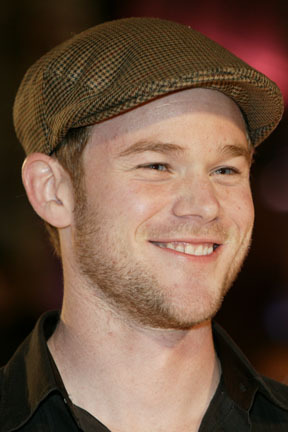
Aaron Ashmore interprète Jimmy Olsen
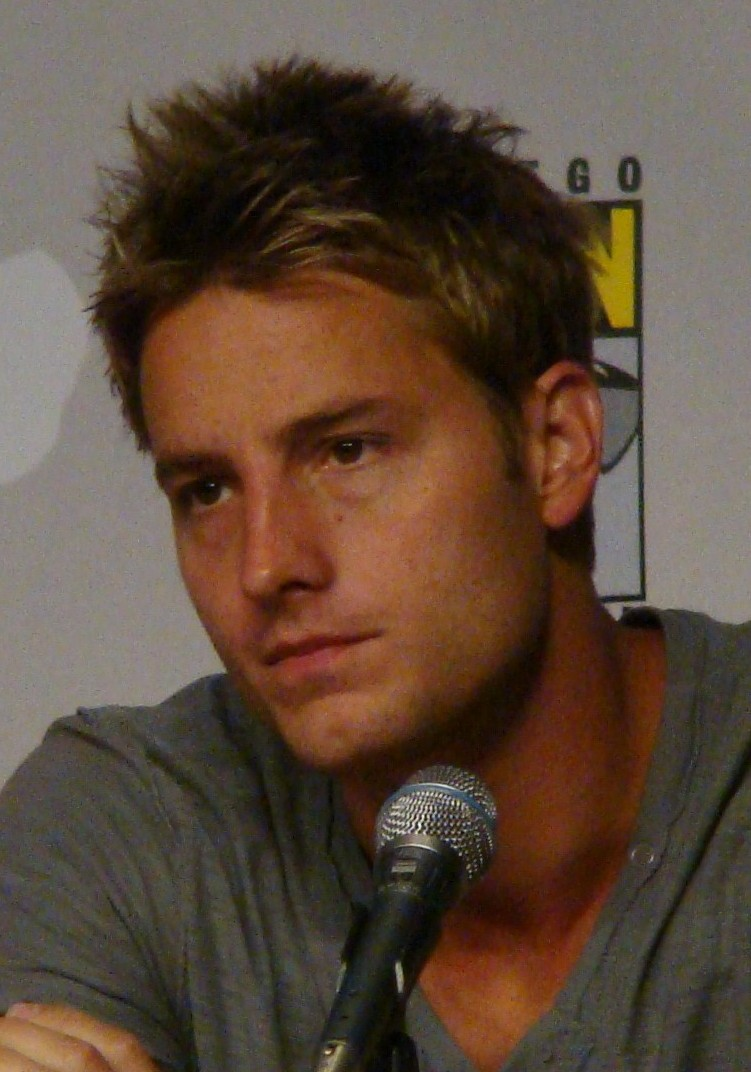
Justin Hartley interprète Oliver Queen
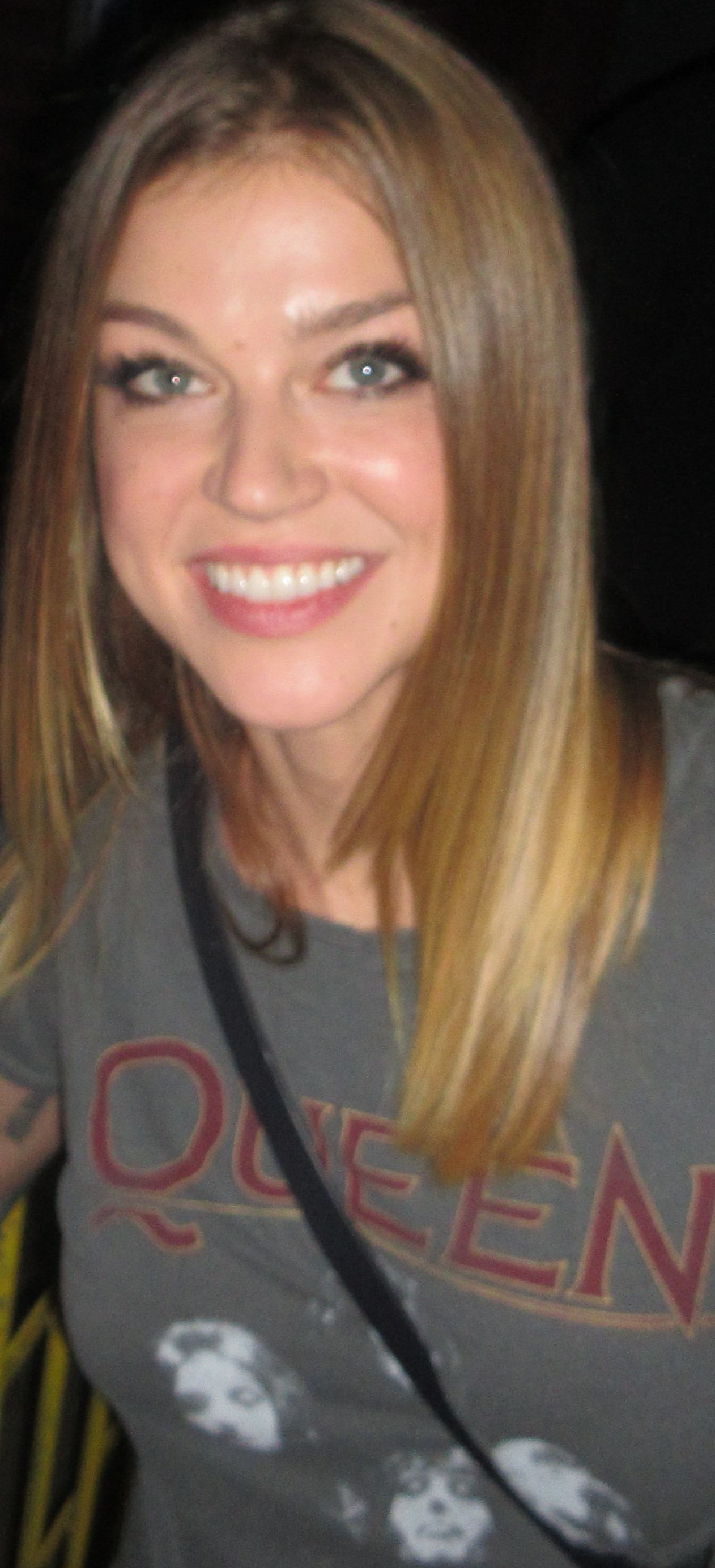
Adrianne Palicki interprète Kara-El (saison 3)
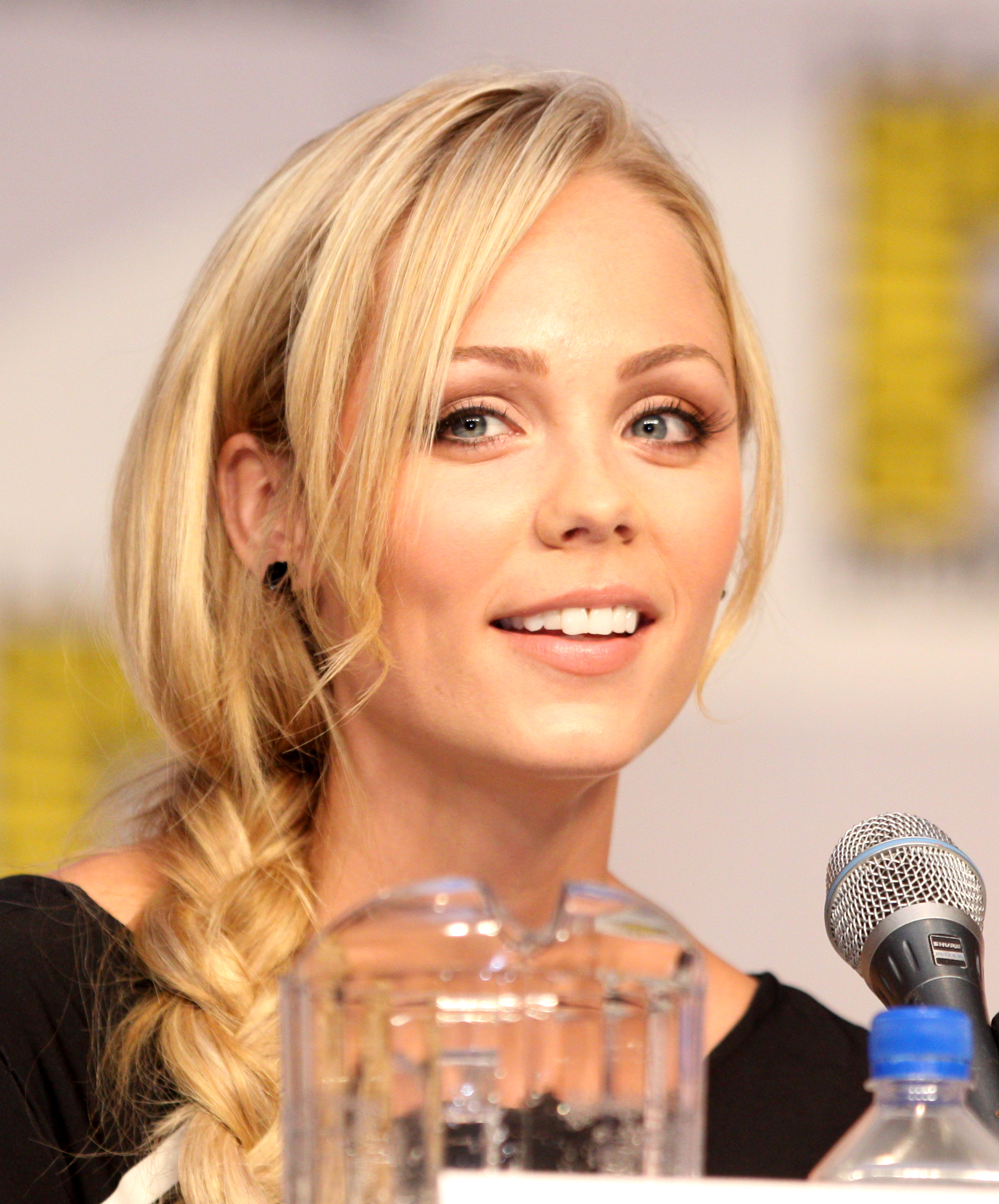
Laura Vandervoort interprète Kara-El
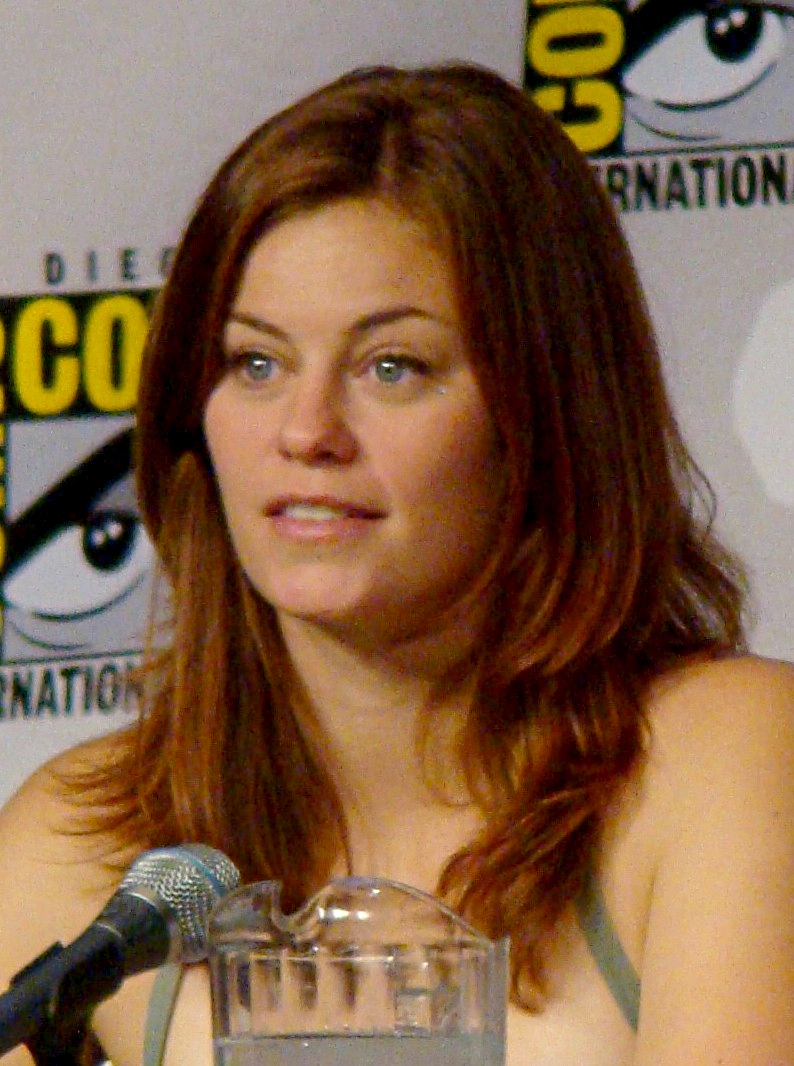
Cassidy Freeman interprète Tess Mercer
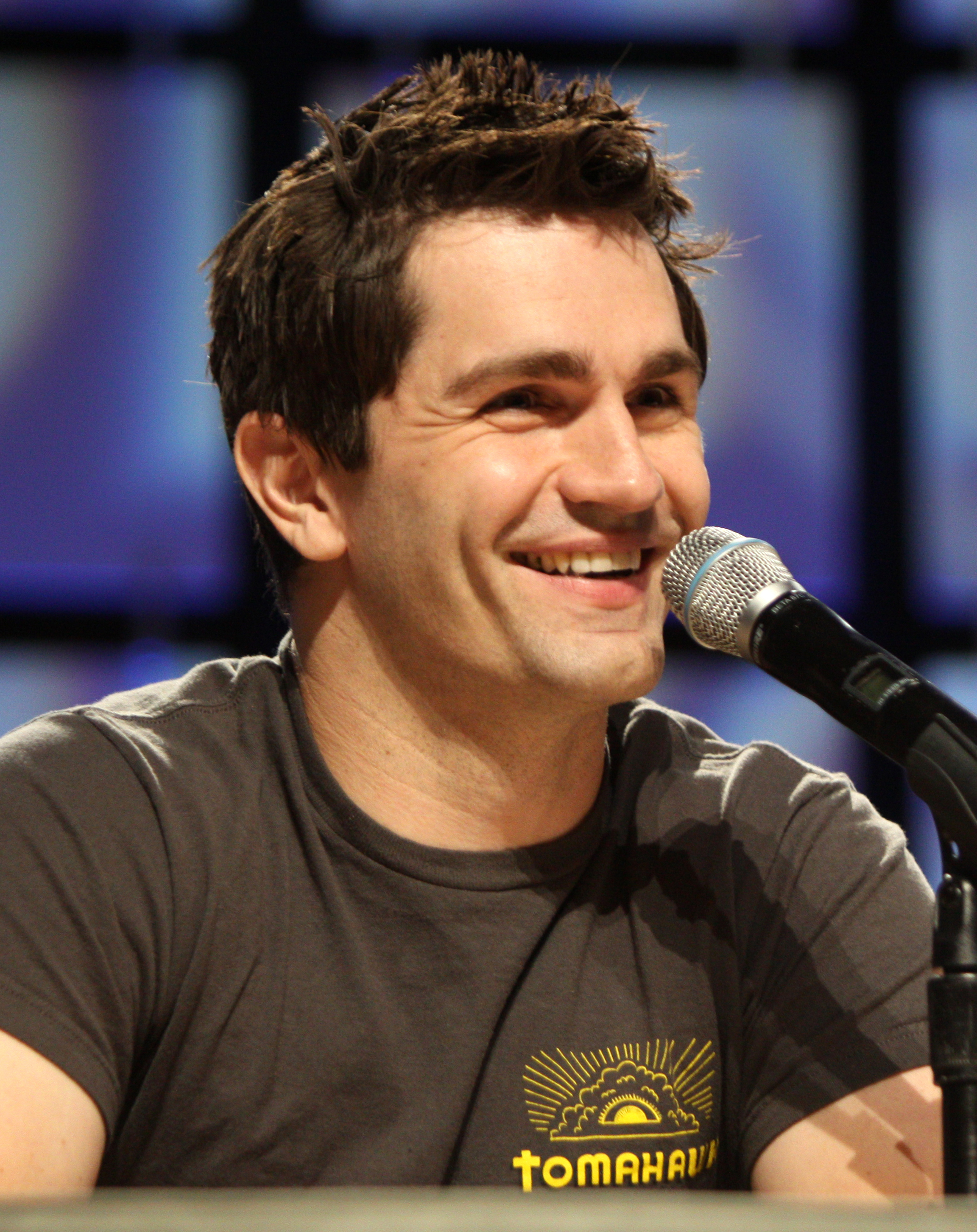
Sam Witwer interprète Davis Bloome
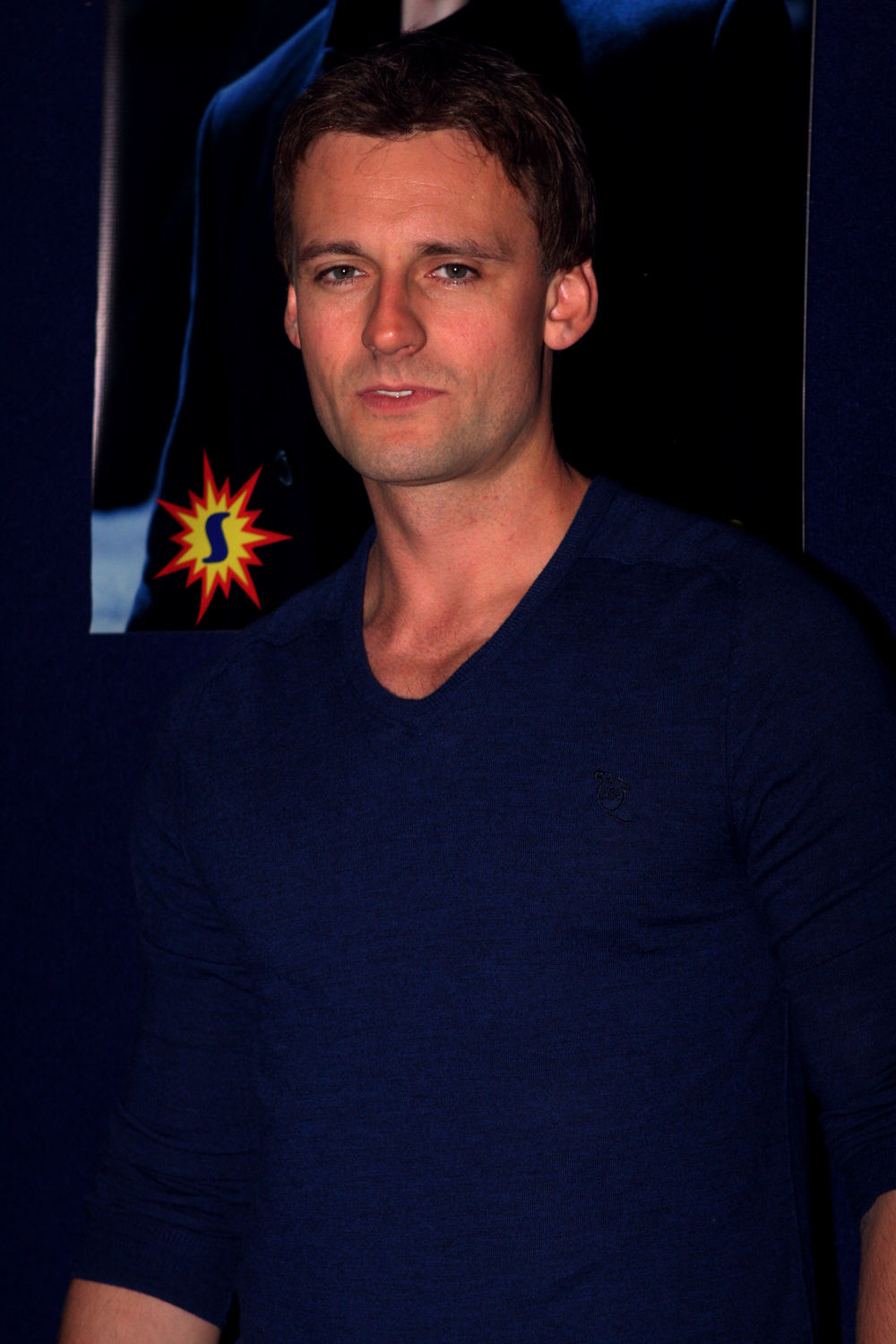
Callum Blue interprète General Zod

| Acteurs           | Personnages     | Saisons    | Saisons    | Saisons    | Saisons    | Saisons    | Saisons    | Saisons    | Saisons    | Saisons    | Saisons    |
| Acteurs           | Personnages     | 1          | 2          | 3          | 4          | 5          | 6          | 7          | 8          | 9          | 10         |
| ----------------- | --------------- | ---------- | ---------- | ---------- | ---------- | ---------- | ---------- | ---------- | ---------- | ---------- | ---------- |
| Tom Welling       | Clark Kent      | Principal  | Principal  | Principal  | Principal  | Principal  | Principal  | Principal  | Principal  | Principal  | Principal  |
| Michael Rosenbaum | Lex Luthor      | Principal  | Principal  | Principal  | Principal  | Principal  | Principal  | Principal  |            |            | Invité     |
| Kristin Kreuk     | Lana Lang       | Principale | Principale | Principale | Principale | Principale | Principale | Principale | Récurrente |            |            |
| Allison Mack      | Chloe Sullivan  | Principale | Principale | Principale | Principale | Principale | Principale | Principale | Principale | Principale | Principale |
| Sam Jones III     | Pete Ross       | Principal  | Principal  | Principal  |            |            |            | Invité     |            |            |            |
| John Glover       | Lionel Luthor   | Récurrent  | Principal  | Principal  | Principal  | Principal  | Principal  | Principal  |            |            | Invité     |
| Annette O'Toole   | Martha Kent     | Principale | Principale | Principale | Principale | Principale | Principale |            |            | Invitée    | Invitée    |
| John Schneider    | Jonathan Kent   | Principal  | Principal  | Principal  | Principal  | Principal  |            |            |            |            | Invité     |
| Eric Johnson      | Whitney Fordman | Principal  | Invité     |            | Invité     |            |            |            |            |            |            |
| Jensen Ackles     | Jason Teague    |            |            |            | Principal  |            |            |            |            |            |            |
| Erica Durance     | Lois Lane       |            |            |            | Récurrente | Principale | Principale | Principale | Principale | Principale | Principale |
| Aaron Ashmore     | Jimmy Olsen     |            |            |            |            |            | Récurrent  | Principal  | Principal  |            | Invité     |
| Justin Hartley    | Oliver Queen    |            |            |            |            |            | Récurrent  | Invité     | Principal  | Principal  | Principal  |
| Laura Vandervoort | Kara-El         |            |            |            |            |            |            | Principale | Invitée    |            | Invitée    |
| Cassidy Freeman   | Tess Mercer     |            |            |            |            |            |            |            | Principale | Principale | Principale |
| Sam Witwer        | Davis Bloome    |            |            |            |            |            |            |            | Principal  |            |            |
| Callum Blue       | General Zod     |            |            |            |            |            |            |            |            | Principal  | Invité     |

### Acteurs secondaires
| Introduits dans la première saison - Kelly Brook (VF : Julie Turin) : Victoria Hardwick - Hiro Kanagawa (VF : Éric Aubrahn) : James Kwan - Sarah-Jane Redmond (VF : Isabelle Ganz) : Nell Potter - Mitchell Kosterman (VF : Patrick Laplace) : Ethan Miller - Joe Morton (VF : Jean-Louis Faure) : Dr Steven Hamilton - Robert Wisden (VF : Mathieu Buscatto) : Gabe Sullivan - Tom O'Brien (en) (VF : Jérôme Keen) : Roger Nixon Introduits dans la deuxième saison - Martin Cummins (VF : Maurice Decoster) : Docteur Garner - Camille Mitchell (en) (VF : Jocelyne Darche) : Nancy Adams - Christopher Reeve (VF : Patrick Borg) : Dr Virgil Swann - Terence Stamp (VF : Michel Ruhl) : Voix de Jor-El - Emmanuelle Vaugier (VF : Vanina Pradier) : Helen Bryce - Patrick Cassidy (VF : Guy Chapellier) : Henry Small - Jill Teed (VF : Josiane Pinson) : le capitaine Maggie Sawyer - Rob LaBelle (VF : Alain Courivaud) : Dr Frederick Walden Introduits dans la troisième saison - Ian Somerhalder (VF : Jérôme Pauwels) : Adam Knight - Sarah Carter (VF : Laura Préjean) : Alicia Baker - Françoise Yip (VF : Ivana Coppola) : Dr Lia Teng - Gary Hudson (en) (VF : José Luccioni) : Frank Loder - Lorena Gale (VF : Pascale Vital) : Dr Claire Foster - Michael McKean (VF : Richard Leblond) : Perry White - Adrianne Palicki (VF : Caroline Lallau) : Kara-El Introduits dans la quatrième saison - Jane Seymour (VF : Évelyn Séléna) : Geneviève Teague - Kyle Gallner (VF : Donald Reignoux) : Bart Allen / Flash - Michael Ironside (VF : Jean-Pierre Moulin) : Général Sam Lane Introduits dans la cinquième saison - James Marsters (VF : Serge Faliu) : Milton Fine / Brainiac - Alan Ritchson (VF : Aurélien Wiik) : Arthur Curry / Aquaman - Lee Thompson Young (VF : Alexis Tomassian) : Victor Stone / Cyborg | Introduits dans la sixième saison - Phil Morris (VF : Lionel Henry) : John Jones / J'onn J'onzz - Pascale Hutton (en) (VF : Ariane Aggiage) : Raya Introduits dans la septième saison - Michael Cassidy (VF : Mathias Kozlowski) : Grant Gabriel - Anna Galvin (VF : Hélène Bizot) : Gina - Helen Slater (VF : Clara Borras) : Lara-El - Alaina Huffman (VF : Laura Préjean) : Dinah Lance / Black Canary - Ari Cohen (en) (VF : Arnaud Arbessier) : Regan Matthews Introduits dans la huitième saison - Alessandro Juliani (VF : Sébastien Finck) : Emil Hamilton - Serinda Swan (VF : Laëtitia Lefebvre) : Zatanna Zatara - Chris Gauthier (VF : Bruno Magne) : Winslow Schott / Toyman - Stephen Lobo (VF : Yann Peira) : Randall Brady Introduits dans la neuvième saison - Julian Sands (VF : Thierry Ragueneau) : Jor-El - Sharon Taylor (VF : Laurence Charpentier) : Faora - Britt Irvin (VF : Jessica Barrier) : Courtney Whitmore / Stargirl - Brian Austin Green (VF : Gilles Laurent) : John Corben / Metallo - Pam Grier (VF : Maik Darah) : Amanda Waller - Michael Shanks (VF : William Coryn) : Carter Hall / Hawkman - Crystal Lowe (VF : Margaux Laplace) : Vala - Monique Ganderton (en) (VF : Chantal Baroin) : Alia - Adrian Holmes (en) (VF : Sidney Kotto) : Basqat - Ryan McDonell (VF : Hervé Grull) : Stuart Campbell Introduits dans la dixième saison - Keri Lynn Pratt (VF : Ariane Aggiage) : Cat Grant - Ted Whittall (en) (VF : Tony Joudrier) : Rick Flag - Lori Triolo (VF : Dorothée Jemma) : le lieutenant Trotter - Steve Byers (VF : Jean-François Cros) : Desaad - Christine Willes (VF : Marie-Martine) : Granny Goodness - Michael Daingerfield (en) (VF : Pascal Germain) : Gordon Godfrey - Bradley Stryker (VF : Laurent Larcher) : Deadshot - Michael Hogan (VF : Michel Voletti) : Slade Wilson |

- Version française
  - Société de doublage : Dubbing Brothers[10],[11]
  - Direction artistique : Marie-Christine Chevalier[10]
  - Adaptation des dialogues : Michel Berdah, Ghislaine Gozes, Myriam Mounard, Isabelle Neyret, Alain Berguig et Sandra Devonssay[10]

 Source et légende : version française (VF) sur RS Doublage et Doublage Séries Database

## Production

### Développement
Tollin / Robbins Productions voulait à l'origine faire une série sur un jeune Bruce Wayne, mais la division des longs métrages de Warner Bros. a décidé de développer un film d'origine pour Batman et ne voulait pas concurrencer une série télévisée. En 2000, Tollin / Robbins a approché Peter Roth, président de Warner Bros. Television, pour développer une série sur un jeune Superman. Cette année-là, Alfred Gough et Miles Millar ont développé un pilote basé sur le film Eraser. Après avoir regardé le pilote, Roth a approché Gough et Millar au sujet du développement d'un pilote sur un jeune Superman; les deux ont fait une règle "pas de collants, pas de vols" que Clark ne volerait pas ou ne porterait pas le costume de Superman pendant la série.
Gough et Millar voulaient dépouiller Superman de son "essence nue", explorant pourquoi Clark Kent est devenu l'homme d'acier. Ils ont estimé que, parce qu'ils n'étaient pas fans de bandes dessinées ou familiers avec l'univers, ils auraient une approche impartiale de la série. Gough et Millar ont découvert les personnages, recherchant les bandes dessinées et choisissant ce qu'ils aimaient. Ils ont présenté leur idée à The WB et Fox le même jour. Une guerre d'enchères entre les réseaux a suivi, avec The WB s'engageant sur treize épisodes.
Bien que Roth, Gough et Millar savaient que la série serait orienté vers l'action, ils voulaient atteindre «l'iconographie de l'Amérique centrale» de 7 à la maison. Pour créer une atmosphère, l'équipe a décidé que la pluie de météores amenant Clark sur Terre serait le fondement ironique de la série. La principale source de sa vie sur Terre et les êtres super puissants que Clark doit combattre, cela enlèverait les parents de la fille qu'il aime et entraînerait Lex Luthor sur un chemin sombre. Roth appréciait le conflit de Clark face au fait que son arrivée causait tant de douleur.
Les créateurs ont également dû expliquer pourquoi Lex Luthor socialiserait avec les jeunes. Ils ont créé une solitude dans le personnage qui, selon eux, le pousserait à tendre la main aux adolescents, une solitude faisant écho chez Clark et Lana. Gough et Millar voulaient un parallèle avec les Kent et ont créé Lionel Luthor, le père de Lex, qu'ils considéraient comme menant une «expérience de parentalité extrême». Ils voulaient qu'un jeune couple Kent, s'implique dans la vie de Clark et l'aide dans son voyage. Chloe Sullivan (un autre personnage créé pour la série) était considérée comme «l'outsider» dont la série avait besoin pour s'assurer que quelqu'un remarquerait les événements étranges de Smallville plutôt que comme un «précurseur de Lois Lane».
Smallville a été décrit par Warner Bros. comme une réinterprétation de la mythologie de Superman. Depuis la réacquisition de Superboy en novembre 2004 par la famille Siegel, un différend pour violation du droit d'auteur est survenu au sujet de la propriété de la ville fictive de Smallville et d'une similitude revendiquée entre Superboy et Clark Kent de Smallville. Selon les héritiers Siegel, "Smallville fait partie du copyright Superboy" (qu'ils détiennent).

### Changements d'équipe
Le 3 avril 2008, après sept saisons avec la série, Gough et Millar ont annoncé qu'ils quittaient Smallville. Les développeurs ont remercié les acteurs et l'équipe pour leur travail, reconnaissant qu'ils n'ont jamais cessé de se battre pour ce qu'ils considéraient comme «leur vision» de la série. La raison de leur départ n'a pas été fournie. Gough et Millar ont été remplacés comme showrunners par Todd Slavkin, Darren Swimmer, Kelly Souders et Brian Peterson. Tous ont commencé à écrire pour la série au début de la deuxième saison et étaient producteurs exécutifs dès la septième saison. 
Le 6 février 2009, après une saison, L.A. Times a confirmé que Swimmer et Slavkin reprendraient la nouvelle série Melrose Place et ne reviendraient pas pour la neuvième saison de Smallville; Souders et Peterson continueraient comme showrunners. 
Le 24 juillet 2009, il a été rapporté que Tom Welling était un coproducteur exécutif de la série. 
Le 26 mars 2010, The Hollywood Reporter a révélé que Millar, Gough et le coproducteur Tollin / Robins Productions avaient intenté une action en justice contre Warner Bros et The CW accusant que «l'intégration verticale» d'Hollywood coûtait des millions de dollars à Millar et à Gough. La poursuite alléguait que Warner Bros. n'avait pas "maximisé les profits" dans la commercialisation de Smallville, avait déformé les coûts de production et vendu la série sur les marchés étrangers à "bien en dessous de la valeur de la série", sans préciser le montant de l'indemnisation demandée par les plaignants. Le procès s'est terminé par un règlement non divulgué en mai 2013. Dans un communiqué de presse du 20 mai 2010 de The CW, Tom Welling a été nommé producteur exécutif pour la dixième saison de Smallville.

### Lieux de tournage
Bien que dans la mythologie Superman, la ville de Smallville se situe en plein milieu de l’État du Kansas aux États-Unis ; la production de la série s’effectue quant à elle (pour des raisons budgétaires notamment) au Canada, à Vancouver et ses alentours en Colombie-Britannique.
Avant Vancouver, les producteurs se penchèrent dans un premier temps vers l’Australie avant de revenir vers le Canada, Vancouver se rapprochant plus du paysage typique du milieu de l’Amérique (à noter que Bryan Singer pour son Superman Returns en 2005 choisira, lui, l’Australie).
La majeure partie de la série est tournée aux BB Studios à Burnaby dans la banlieue de Vancouver. C’est là que se concentrent les quatre principaux lieux d’action, à savoir : le manoir des Luthor, la ferme des Kent, le lycée de Smallville et le bureau de la Torche. Pour pallier l’effet de studio, certains trucages sont utilisés, comme un faux ciel étoilé pour une scène à l’intérieur de la grange de Clark.
Néanmoins, les extérieurs de la ferme sont tournés dans une vraie ferme située à Aldergrove dans la banlieue sud-ouest de Vancouver. La maison a même été repeinte en jaune spécialement pour la série.
Les plans extérieurs du manoir des Luthor se font au Hatley Castle sur l’île de Vancouver. Ce manoir de style victorien réputé apparaît dans de nombreuses productions. Tel fut le cas en 2003 pour d’autres super-héros pour les besoins du film X-Men 2. Aujourd'hui, le manoir est utilisé pour la série Arrow, une série basée sur les nouvelles aventures de l'Archer vert.
La rue principale du centre de Smallville se dégage à travers deux villes. Certains plans sont mis en boîte dans la ville de Merrit et d’autres se font à Cloverdale. Cette dernière est plus connue des fans puisqu'elle abrite aussi le « Clova Cinema », bâtiment qui prête sa devanture au « Talon » dans la série. Cloverdale est très fière d’accueillir la production, comme en témoigne le message de bienvenue à l’entrée de la ville : Welcome to Cloverdale: Home of Smallville. Par ailleurs, le "Clova Cinema" a été réutilisé pour une scène dans l'épisode 5 de la saison 2 de Stargate Universe.
Du temps où les personnages de la série sont au lycée, c'est-à-dire les quatre premières saisons, deux véritables lycées de Vancouver sont utilisés pour créer le « Smallville High ». Les extérieurs sont enregistrés au « Vancouver Technical Secondary School » tandis que les intérieurs sont tournés au « Templeton Secondary School ».

### Musiques et générique
Le générique change à chaque saison (sauf pour les saisons 2 et 3), c'est un générique où l'on voit les acteurs principaux des saisons. À partir de la saison 5, le logo Smallville est en 3D.
Pour les cinq premières saisons et la septième, 8 personnages font partie du générique. Il y en a 7 pour les saisons 6 et 8. La saison 9 en dénombre 6 et dans la saison 10, il y a deux génériques : un avec 5 personnages (quand Chloé est là) et un autre quand elle n'est pas là, donc avec 4 personnages.
Le générique défile sur la chanson Save me du groupe Remy Zero. 
Dans la saison 1, plusieurs titres connus apparaissent comme "Everything" de Lifehouse, "Wherever You Will Go" de The Calling, "Hero" de Enrique Iglesias, "Time after time" d'Eva Cassidy. Le groupe Remy Zero apparaît dans l'épisode 21, il chante pour le bal du lycée de Smallville.
Dans la saison 2, plusieurs titres connus apparaissent comme "In My Place" de Coldplay, "Tomorrow" d'Avril Lavigne, "Stop Crying Your Heart Out" d'Oasis, "The Scientist" de Coldplay, "I'm with you" d'Avril Lavigne, "Take Me Away" de Lifehouse.
Dans la saison 3, plusieurs titres connus apparaissent à commencer par Metallica "Frantic" détonnant dès le 1er épisode, mais aussi comme "Hey Mama" de The Black Eyed Peas, "Trouble" de Pink, "Try" de Nelly Furtado, "The Reason" de Hoobastank, "My Immortal" d'Evanescence, "Way Away" du groupe Yellowcard et quelques chansons du groupe R.E.M comme "Imitation of Life", "Everybody Hurts", "Losing My Religion", "Bad Day", "At My Most Beautiful".
Dans la saison 4, plusieurs titres connus apparaissent comme "She Will Be Loved" de Maroon 5, "My Happy Ending" d'Avril Lavigne, "Boulevard of Broken Dreams" de Green Day, "What You Waiting For?" de Gwen Stefani, "Beautiful Soul" de Jesse McCartney, "Life for Rent" de Dido, "Deeper Water" de Minnie Driver, "Welcome to My Life" et "Untitled" de Simple Plan, "Let Me Go" de 3 Doors Down, "This Is Your Life" de Switchfoot. Le groupe Lifehouse apparaît dans l'épisode 18, il chante les chansons "Come Back Down", "Blind", "Undone", "You and Me" pour le bal du lycée de Smallville.
Dans la saison 5, plusieurs titres connus apparaissent comme "A Message" de Coldplay, "Don't Cha" des The Pussycat Dolls, "You're Beautiful" de James Blunt.
On voit The All-American Rejects dans le troisième épisode de la saison 6 lors d'un bal costumé organisé par Lex Luthor en commémoration du Jeudi Noir.
Dans la saison 7 plusieurs titres connus apparaissent comme "Mercy" de Duffy, "Sober" de Kelly Clarkson ; mais également un concert de OneRepublic dans l'épisode 13, il chante les chansons "Apologize", "Stop and Stare", "Mercy".
La série se termine avec les titres "Breathe Again" de Sara Bareilles, "Love Theme from Superman" et "The Prison Yard and End Title" du film Superman de 1978.

### Fiche technique
- Titre original et français : Smallville
- Création : Alfred Gough et Miles Millar
- Réalisation : James Marshall, Greg Beeman, Mike Rohl et Jeannot Szwarc
- Scénario : Alfred Gough, Miles Millar, Joe Shuster et Jerry Siegel
- Direction artistique : Dustin Farrell et Cheryl Marion
- Décors : James Philpott et David Willson
- Costumes : Caroline Cranstoun et Melanie Williams
- Photographie : Glen Winter et Barry Donlevy
- Montage : Ron Spang, Andi Armaganian et Neil Felder
- Musique : Mark Snow et Louis Febre
- Casting :
- Production : Joe Davola, Brian Robbins, Michael Tollin, Alfred Gough, Mark Verheiden et Miles Millar
- Sociétés de production : Warner Bros. Television, Tollin/Robbins Productions, Millar Gough Ink, DC Comics (saisons 1 à 8) et DC Entertainment (saisons 9 et 10)
- Sociétés de distribution (télévision) : The WB et The CW (États-Unis)
- Budget :
- Pays d'origine : États-Unis
- Langue originale : anglais
- Format : couleur - 1,78:1
- Genre : Fantastique Super-héros Action
- Durée : 42 minutes

## Épisodes

### Première saison (2001-2002)
À l'adolescence, Clark présente déjà une invulnérabilité, une super force et une super vitesse. La saison raconte sa première année à l'école secondaire. Presque chaque semaine, il combat un nouvel ennemi possédant des pouvoirs dus à une exposition aux météorites. Clark commence aussi son amitié avec Lana, Pete et Chloe, élèves du même lycée, ainsi que Lex Luthor, qui est venu à Smallville pour gérer l'usine d'engrais de LuthorCorp. Il est intrigué par Clark et la pluie de météores, mais ses investigations menacent d'exposer Clark au danger.
La saison se termine durant le bal de fin d'année, auquel Clark accompagne Chloé dont il s'est rapproché petit à petit. Il doit cependant l'abandonner sur la piste de danse, car la voiture de Lana est prise dans une tornade.
- Arc narratif : Clark découvre petit à petit ses pouvoirs et fait la connaissance de Lex Luthor, en essayant d'éviter les machinations de Lionel Luthor.
- Antagoniste : Lionel Luthor

### Deuxième saison (2002-2003)
La saison 2 se termine par le voyage en lune de miel de Lex Luthor et d'Helen Bryce. Lex se retrouve tout seul dans un avion sans pilote et s'apprête à s'écraser. Clark quitte Smallville sous l'influence de la kryptonite rouge après avoir été responsable de la fausse couche de sa mère. Chloé accepte d'enquêter sur Clark pour Lionel Luthor en échange d'un stage au Daily Planet.
- Arc narratif : Même que celui de la saison 1.
- Antagoniste : Lionel Luthor

### Troisième saison (2003-2004)
La saison 3 se termine sur le départ de Lana pour Paris, le départ de Pete Ross pour aller vivre avec sa mère et par l'enlèvement de Clark par Jor-El alors que Jonathan Kent tombe dans le coma. La maison de Chloé et de son père explose alors qu'ils viennent d'y entrer juste après avoir témoigné contre Lionel Luthor au tribunal. Lionel Luthor, lui, est condamné pour le meurtre de ses parents tandis que son fils, Lex, est empoisonné chez lui après avoir aussi témoigné au procès contre son père.
- Arc narratif : Même que celui de la saison 1.
- Antagoniste : Lionel Luthor

### Quatrième saison (2004-2005)
Cette saison marque l'arrivée du personnage de Lois Lane. La saison 4 se termine par une seconde pluie de météorites qui s'abat sur Smallville et qui causera la mort d'un protagoniste. Lana, qui essayait de fuir la ville après avoir commis un meurtre, se retrouve au cœur de la pluie de météorites et l'hélicoptère qui l'emmenait hors de la ville s'écrase devant un vaisseau spatial inconnu. Clark, lui, se fait téléporter en Arctique où se crée la Forteresse de la Solitude après qu'il a envoyé le cristal dans le ciel.
- Arc narratif : Clark part à la recherche des 3 pierres du pouvoirs pour éviter que les Luthor et les Teague ne s'en emparent.
- Antagonistes : Jason Teague et Genevieve Teague

### Cinquième saison (2005-2006)
La saison 5 se termine par l'arrivée du Général Zod sur Terre dans le corps de Lex. Martha et Lois ont un accident d'avion provoqué par l'intelligence artificielle de Brainiac, qui a répandu un virus informatique qui s'est étendu sur toute la Terre. Métropolis, comme de nombreuses autres villes, est plongée dans le noir et l'anarchie se répand. Chloé et Lionel Luthor qui essayaient de quitter la ville se retrouvent au milieu de violents casseurs. Au sommet du LuthorCorp Plaza, Zod dans le corps de Lex admire le chaos avec à ses côtés, Lana, qui ne se doute pas que son petit ami est possédé. Clark, quant à lui, a été envoyé dans la Zone Fantôme par le Général Zod.
- Arc narratif : Clark doit faire face à Brainiac, une intelligence artificielle.
- Antagonistes : Brainiac et Lex Luthor

### Sixième saison (2006-2007)
La saison 6 se termine par le départ de Martha Kent après avoir eu un nouveau poste au Sénat à Washington, la rupture du barrage de Smallville, où sont enfermés Lois, Chloé et Lionel, après un combat titanesque qui oppose Clark et Bizarro. Celui-ci en sort vainqueur. La voiture de Lana explose et Lex est accusé de l'avoir tuée.
- Arc narratif : Clark doit arrêter les Zonards, des criminels extraterrestres venant de toutes les galaxies qu'il a accidentellement libérés de leur prison.
- Antagoniste : Lex Luthor et les Zonards.

### Septième saison (2007-2008)
La saison 7 marque un tournant pour Lex qui devient le méchant le plus redoutable de la série en tuant son père. Clark retrouve Kara dans la Zone Fantôme. À la fin de la saison, Lex découvre un objet qui a le pouvoir de contrôler le Voyageur. Arrivé à la Forteresse de Solitude de Clark, l'objet détruit la Forteresse et engloutit Clark et Lex.
- Arc narratif : Clark doit affronter tout d'abord Bizarro qui cherche à prendre sa place, puis est confronté au retour de Brainiac et enfin Lex Luthor qui découvre son secret.
- Antagonistes : Lex Luthor et Brainiac

### Huitième saison (2008-2009)
La saison 8 se termine par le combat contre Doomsday et l'enterrement de Jimmy. Lois est envoyée dans le futur avec la bague de la Légion. Clark décide de prendre son destin en main tout en refoulant son côté humain. Il finit par dire à Chloé que Clark Kent est mort. Au manoir des Luthor, l'orbe prend vie à la suite de la disparition de Doomsday pour en laisser sortir un homme qui semble être Zod…
- Arc narratif : Clark devient un super-héros à Metropolis nommé "Le Flou" et doit faire face à une créature invincible du Général Zod : Doomsday.
- Antagonistes : Tess Mercer, Doomsday et Brainiac

### Neuvième saison (2009-2010)
La saison 9 se termine par l'utilisation du Livre de Rao, qui envoie tous les Kryptoniens vers leur nouvelle planète, tous, sauf Clark qui se fait poignarder par Zod avec une lame de kryptonite bleue qui l'empêche d'être téléporté vers cette nouvelle Krypton. Il tombe ensuite du haut de l'immeuble sur lequel il se battait avec Zod. Chloé devient la Tour de Contrôle à temps complet, tandis qu'Oliver est enlevé par l'Escadron du Suicide. Lois embrasse le Flou et devine qu'il s'agit de Clark.
- Arc narratif : Clark accepte enfin son destin Kryptonien et doit arrêter de nouveau les machinations de Zod qui est à la recherche de ses pouvoirs Kryptoniens.
- Antagonistes : Tess Mercer, Général Zod et Amanda Waller

### Dixième saison (2010-2011)
Dans la saison finale de Smallville, Clark doit enfin embrasser sa destinée Kryptonienne pour défendre la Terre de Darkseid et protéger ceux qu'il aime. Mais avant tout, il doit éliminer tous ses démons passés pour devenir l'homme d'acier. De nombreux personnages vont refaire surface et un mariage se profile à l'horizon.
- Arc narratif : Clark affronte désormais l'être le plus démoniaque de la galaxie, Darkseid, qui veut contaminer la Terre de ses ténèbres et devra tout faire pour éviter la résurrection de Lex Luthor.
- Antagonistes : Darkseid et Lionel Luthor Terre-2

## Univers de la série

### Héros apparus dans la série (appartenant à la mythologieDC Comics)

#### La Ligue des Justiciers (JLA)
- Superman/ Kal-El/ Le flou/ Le flou rouge et bleu alias Clark Kent (saisons 1 à 10)
- L'Archer Vert (Green Arrow) alias Oliver Queen (saisons 8 à 10, guest épisodes 6x02, 6x03, 6x04, 6x05, 6x07, 6x10, 6x11 & 7x11)
- Martian Manhunter alias John Jones (guest épisodes 6x12, 6x22, 7x01, 7x04, 8x01, 8x06, 8x12, 9x11, 9x12, 9x17, 9x22 & 10x11(courte apparition à la fin)
- Black Canary alias Dinah Lance (guest épisodes 7x11, 8x01, 8x22, 9x22, 10x11 & 10x12)
- Aquaman alias Arthur Curry (guest épisodes 5x04, 6x11, 8x01, 10x09 & 10x11(courte apparition à la fin))
- Flash alias Bart Allen (guest épisodes 4x05, 6x11, 8x22 & 10x11(courte apparition à la fin))
- Cyborg alias Victor Stone (guest épisodes 5x15, 6x11, 9x22 & 10x11(courte apparition à la fin))
- Stargirl alias Courtney Whitmore (guest épisodes 9x11, 9x12, 9x21, 10x11, 10x20)
- Zatanna Zatara (guest épisodes 8x17, 9x13 & 10x11(courte apparition à la fin))
- Dr Emil Hamilton (guest épisodes 8x12, 8x19, 8x20, 8x21, 8x22,9x01,9x02,9x03,9x04,9x11,9x12, 9x14,10x01,10x09, 10x11, 10x15 & 10x17)

#### La Société de Justice d'Amérique (JSA)
Elle est composée actuellement de :
- Stargirl alias Courtney Withmore (guest épisodes 9x11, 9x12, 9x22, 10x11 & 10x20)

Membres de la Société de Justice morts :
- Dr Fate alias Kent Nelson (guest épisodes 9x11, 9x12 & 10x01)
- Hawkman alias Carter Hall (guest épisodes 9x11, 9x12, 9x22, 10x02 & 10x11)
- La Bannière Étoilée (Star-Spangled Kid) alias Sylvester Pemberton (guest épisode 9x11)
- Le Marchand de Sable  (Sandman) alias Weasley Dodds (guest épisode 9x11)
- Hawkgirl alias Shayera Hall (guest épisodes 9x11, 9x12, 10x02 & 10x11)
- Caméos : Green Lantern (Alan Scott), Flash (Jay Garrick), Black Canary (Dinah Lance), etc.

#### La Légion
- Cosmic Boy alias Rokk Krinn (guest épisodes 8x11 & 8x22)
- Saturn Girl alias Imra Ardeen-Ranzz (guest épisodes 8x11)
- Lightning Lad alias Garth Ranzz (guest épisodes 8x11)
- Supergirl alias Kara Kent (saison 7, guest épisodes 2x22 8x08, 10x03 & 10x20)
- Brainiac 5 (guest épisodes 10x04)

#### Autres héros
- Booster Gold (guest épisode 10x18)
- Blue Beetle alias Jaime Reyes (guest épisode 10x18)
- Superboy alias Conner Kent (guest épisodes 10x13 & 10x16)
- Les Wonder Twins alias Zan et Jayna (guest épisode 9x08)
- Mera, la femme d'Aquaman (guest épisode 10x09)

### Héros apparus dans la série (n'appartenant pas à la mythologie DC Comics)

#### La Ligue des Justiciers (JLA)
- La Tour de Contrôle alias Chloé Sullivan, puis Tess Mercer (saisons 1 à 10 / saisons 8 à 10)

### Ennemis apparus dans la série

#### Appartenant à la mythologieDC Comics
- Lex Luthor (saisons 1 à 7, 8x10, 8x14 et 10x22)
- Doomsday alias Davis Bloome (méchant de la saison 8)
- Darkseid (méchant de la saison 10)
- Major Zod (méchant des saisons 6 et 9, guest : saison 10)
- Metallo alias John Corben (méchant de la saison 9)
- Brainiac alias Milton Fine (méchant des saisons 5 à 8)
- Bizarro (dit le Fantôme) (méchant des saisons 6 et 7)
- Amanda Waller alias Reine Blanche (guest : saison 9)
- Zor-El (guest : saison 7)
- Ultraman  alias Clark Luthor (guest : saison 10)
- Morgan Edge (guest : saison 3)
- Deadshot (guest : saison 10)
- Toyman alias Winslow Schott guest : (saisons 8 à 10)
- Faora (guest : saison 9)
- Deathstroke alias Slade Wilson (guest : saison 10)
- Mamie Bonheur (guest : saison 10)
- Plastique alias Bette Sans Souci (guest : saison 8 et 10)
- Mr Mxyzptlk alias Mikail (guest : saison 4)
- Maxwell Lord alias Roi Noir (guest : saison 9)
- Dark Archer alias Vortigen (guest : saison 9)
- Roulette alias Victoria Sinclair (guest : saison 9)
- Solomon Grundy Alias Cyrus Gold (cameo : saison 10)
- Captain Cold (cameo : saison 10)
- Black Manta (cameo : saison 10)
- Vandal Savage Alias Curtis Knox (guest : saison 7)

### Lieux

#### Smallville

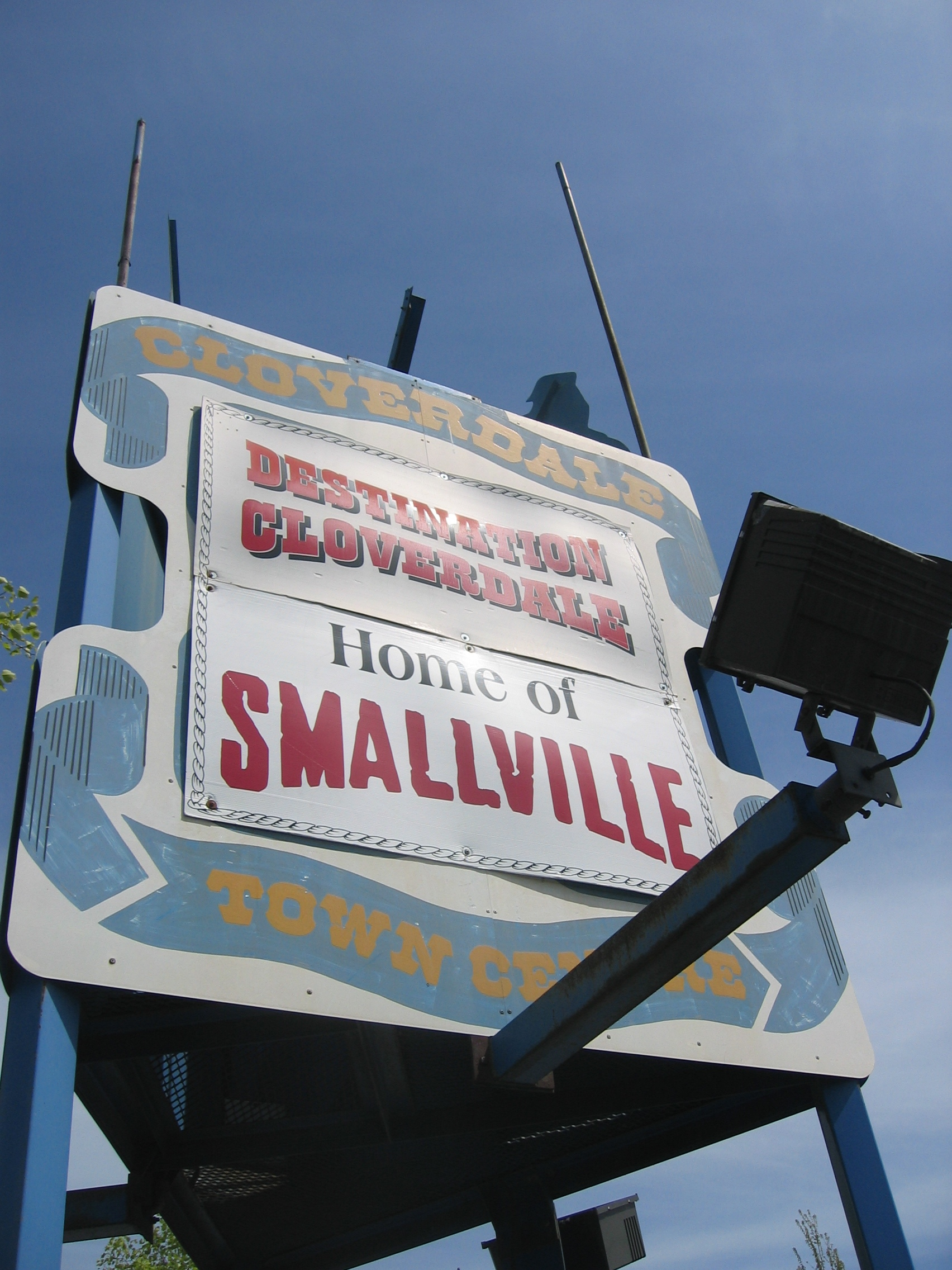
Panneau de bienvenue.

- La ferme de Kent : Comme son nom l'indique, c'est une ferme où les Kent habitent depuis de nombreuses générations. Au cours des 10 saisons, la ferme des Kent a hébergé, en plus de Jonathan, Martha et Clark Kent, de nombreux protagonistes tels que Lois Lane, Lana Lang, Kara… La ferme comporte une maison, un terrain avec des chevaux, une grange…
- Le Talon : Situé au 220 Main Street, cet ex-cinéma a été reconverti en café grâce à Lana Lang et Lex Luthor. Décoré de motifs égyptiens à l'intérieur, le bâtiment a un appartement à l'étage, accessible par un escalier intérieur, et un sous-sol. L'appartement a accueilli Adam Knight (S-3), Lana et Jason Teague (S-4), Lana seule (S-5), Chloé Sullivan et Lois Lane (S-6 et 7), Chloé et Jimmy (S-8), Lois (S-9 et 10).
- Lycée de Smallville : Le lycée de Smallville est apparu dans les 4 premières saisons et une autre fois dans le 200e épisode de la série (10x04 Homecoming). C'est en ces murs que Clark, Lana, Chloe, Pete, Whitney et Lois (en dernière année) ont été scolarisés et qu'est créé le journal de La Torche de Chloé Sullivan.
- Le manoir des Luthors : Habité à partir de la saison 1 par Lex Luthor, il se trouvait à l'origine en Écosse mais fut démonté pierre par pierre par Lionel Luthor pour le construire à Smallville. Après la disparition de Lionel et Lex, ce fut Tess Mercer, demi-sœur de Lex, qui hérita du manoir. En plus de ces deux personnages, le manoir a accueilli les résidents suivants : Lionel Luthor, Helen Bryce, Lana Lang et Alexander. Le manoir est détruit dans un incendie déclenché par le jeune Alexander qui n'arrive pas à contrôler sa noirceur (10-13).
- Les grottes de Kawatche : Au cours de la deuxième saison, Clark fait un tour de moto avec Pete Ross et chute dans la grotte des Kawatche. Il découvre donc ces grottes malgré lui et il découvre au fur et à mesure ses origines.
- Smallville Medical Center : L’hôpital de la ville. C'est en ces lieux que travaille le docteur Helen Bryce.

#### Metropolis
- L'Ace des Clubs : Situé au dernier étage du Metropolis Satellite Center, ce club privé, très select, est dirigé par Bruno Mannheim, le chef d'une bande de faux monnayeurs. Oliver Queen y organise souvent des soirées mondaines. Doomsday y provoqua un énorme carnage durant la saison 8.
- Fondation Isis : Créée par Lana lors de la saison 7 et reprise par Chloé à partir de la saison 8, il s'agit d'un bureau pour venir en aide aux personnes infectées par les météorites. Derrière une porte secrète se trouve un QG de haute technologie permettant à Lana d'espionner Lex puis à Chloé de mener les opérations de la Justice League.
- LuthorCorp Plaza : Siège social des entreprises LuthorCorp. Lionel Luthor y a ses appartements privés et y meurt défenestré depuis son bureau du 40e étage par Lex (7-16). Le bâtiment a abrité de la saison 4 à 6 les expériences menées sur les kryptomonstres par Lex à l'étage secret 33.1. Au 39 étage, une salle de réception que la sénatrice Martha Kent a eu utilisé pour ses récoltes de fonds (6-4). Depuis le rachat de la LuthorCorp par Queen Industries, Oliver Queen y loge. Deux attentats ont eu lieu au sein du building, le premier orchestré par Lex (8-14) tuant tout le conseil d'administration de LuthorCorp, le second orchestré par Deathstroke qui cause la mort d'Hawkman (10-11).
- Maxwell's : Boîte de nuit appartenant à Maxwell Lord, puissant homme d'affaires de Metropolis. Le véreux Sénateur Ray Sacks y fêtera sa libération de prison. Desaad y organise des soirées libertines SM auxquels Gordon Godfrey aime y participer. C'est dans les sous-sols de cette boîte que Maxwell torture ses victimes pour le compte de Checkmate.
- Met Gen (Metropolis Hospital General) : Le plus grand hôpital de la ville. C'est en ces lieux que travaillent l'urgentiste Davis Bloome et le médecin Emil Hamilton.
- Tour des Queen : Elle se trouve dans le quartier d'affaires de Metropolis. Une immense horloge se trouve à son sommet. Résidant auparavant à Star City, Oliver habite au pent'house de cette tour à partir de la saison 6. Il a une pièce secrète où il cache son costume de l'Archer Vert derrière une immense horloge. Après avoir racheté LuthorCorp, il aménage ses quartiers au LuthorCorp Plaza.
- Tour de RAO : Durant la saison 9, LuthorCorp et RAO Inc montent en commun le projet de construire deux tours jumelles capables d'absorber assez d'énergie solaire pour en fournir à tout Metropolis. En réalité, ces tours sont destinées à rendre le Soleil rouge afin de rendre les super pouvoirs aux Kryptoniens libérés par Tess Mercer. Dans le futur, on voit qu'elles ont permis aux Kryptoniens et à Tess de prendre le pouvoir sur les humains. Elles seront détruites la veille de l'inauguration par Clark. Durant la saison 10, la destruction des deux tours sera l'argument principal pour arrêter les super- héros.
- Suicide Slums : les quartiers les plus pauvres de Metropolis. C'est dans ces quartiers que sont nés Lionel Luthor et Morgan Edge.
- Le Daily Planet : le célèbre quotidien de Metropolis. C'est ici qu'ont travaillé Chloé Sullivan et Linda Lake dans le passé et où travaillent désormais Cat Grant, Lois Lane et Clark Kent. Lors de la saison 7, le Daily Planet est racheté par la LuthorCorp avant d'être revendu au Media Mercer Group (8-15) lors de la fusion de Queen Industries et de LuthorCorp (8-14). Le bureau de Tess Mercer, PDG du Media Mercer Group, se trouve au dernier étage.
- La tour de contrôle : le dernier étage de cette tour était censé accueillir la nouvelle demeure du couple Jimmy-Chloé. Après la mort de Jimmy, Chloé réaménage les lieux en forteresse de surveillance grâce aux capitaux de Queen Industries. Après sa disparition au début de la saison 10, c'est Tess Mercer qui reprend le flambeau.

#### Autres lieux
- La Forteresse de Solitude : Copie du laboratoire de Jor-El sur Krypton, la Forteresse de Solitude est un palais de glace situé en Arctique et rassemble toutes les connaissances de la civilisation kryptonnienne.
- Le Château : Quartier général d'Échec et Mât situé dans les Alpes, en Europe. C'est depuis ces bureaux qu'Amanda Waller donne ses ordres à ses agents du monde entier censés trouver les extraterrestres. Le château et tous les agents qui s'y trouvent seront détruits par Zod.
- La Zone Fantôme : Là où se trouve les prisonniers de plusieurs galaxies que Jor-el a enfermé.

### Différences entre l'univers DC et la série
On peut noter un grand nombre de différences entre la série et les événements des comics dont elle est issue :
- Dans la série, Lois Lane rencontre le jeune Clark Kent encore au lycée, alors que dans les comics, elle le rencontre pour la toute première fois au Daily Planet. Cependant dans la mythologie des années 1950, elle le rencontre bien à Smallville dans le comics "Superboy" mais elle n'a que de très courtes apparitions (pas plus de deux ou trois).
- Avant de devenir Superman, il se fait appeler "Le Flou" et non Superboy comme dans les comics de l'âge de bronze. De plus, dans la série, Clark ne porte pas de lunettes lorsqu'il travaille au Daily Planet pour cacher son identité secrète.
- Lex Luthor et Clark Kent n'ont jamais été amis dans les comics. Cependant, Superboy et Luthor ont été amis avant de devenirs ennemis mortels à la suite d'une expérience de Lex qui a mal tourné et que Superboy a arrêtée, faisant perdre ses cheveux à Luthor. Ce dernier en a voulu au héros, pensant que le héros lui avait fait subir cet affront par simple jalousie de son génie.
- Le meilleur ami de Clark (une fois Superman) dans les différentes adaptations est Jimmy Olsen. Dans Smallville, il s'agira d'Oliver Queen.
- Jor-El est déjà allé sur Terre dans la série, ce qui n'est pas le cas dans les autres adaptations.
- Dans les comics, les Kent n'ont jamais mené de carrière politique.
- Dans la série, Lex Luthor a un petit frère (Julian), un demi-frère (Lucas) et une demi-sœur (Tess), alors que dans les comics il n'a qu'une sœur nommée Lena (qui réapparaîtra par ailleurs dans la série Supergirl).
- Dans la série, les origines de Doomsday ont été totalement réécrites. Doomsday y est le fils de Zod et Faora envoyé sur Terre où il a grandi en même temps que Kal-El sous le nom de Davis Bloome. Dans les comics, c'est une créature créée par le scientifique Bertron.
- LexCorp est dans la série renommé en LuthorCorp et est dirigée par le père de Lex, Lionel Luthor.
- Lana Lang est la descendante d'une sorcière française protectrice des pierres kryptoniennes. Il n'en est rien dans les comics.
- Dans la série, la Forteresse de la Solitude est ouverte et très vulnérable aux attaques extérieures.
- Bizarro apparait comme une créature copiant les corps, sentiments et souvenirs kryptoniens et non comme une expérience ratée à l'intelligence limitée qu'il était à l'origine.

Smallville change aussi quelques détails des personnages de la mythologie DC Comics :
- Dans les comics, Martian Manhunter n'est jamais allé sur Krypton, n'a pas connu Jor-El et est encore moins le protecteur officiel de Clark.
- Dans les comics, Green Arrow n'a jamais réuni la Justice League (c'est Superman qui s'en est chargé… encore que… les origines de la League changent fréquemment et dans certaines Superman n'en a jamais été l'un des fondateurs) et ne l'a intégrée que plus tard.
- Dans la série, Oliver Queen épouse Chloé Sullivan et non Black Canary.
- La Tour de Guet devient un immeuble équipé de technologies terrestres situé en plein Metropolis mais aussi l'alter-ego de Chloé Sullivan, alors qu'il s'agit à l'origine d'un satellite équipé de technologies extra-terrestres.
- Dans la série, c'est Lex Luthor (par le biais de son entreprise Luthorcorp) qui transforme Victor Stone en Cyborg. Dans les comics (et dans Justice League), c'est son père, scientifique de S.T.A.R. Labs, qui le transforme, afin de sauver la vie de son fils.

## Accueil
Smallville a établi un record de la chaine The WB en tant que première série la mieux notée, avec 8,4 millions de téléspectateurs à l'écoute du pilote. Sa première a établi un record pour la chaine pour les adultes âgés de 18 à 34 ans et a terminé premier parmi les téléspectateurs âgés de 12 à 34 ans, le président de Warner Bros., Jordan Levin, attribuant à la série le fait de revigorer la programmation du mardi soir. Smallville est apparu sur la couverture de Entertainment Weekly comme l'une des cinq nouvelles séries télévisées à regarder. Après sa première saison, la série était sixième sur la liste des 10 meilleurs programmes de diffusion du Parents Television Council. Levin, reconnaissant les premières préoccupations que Smallville était devenu un méchant de la série de la semaine, a déclaré que la saison 2 introduirait "des mini-arcs plus petits sur trois à quatre épisodes" et deviendrait moins une "émission sérialisée". Selon Gough, bien que chaque saison suivante reposait davantage sur des arcs d'histoire d'une saison, une histoire occasionnelle de méchant de la semaine était nécessaire. Les histoires de méchant de la semaine étaient plus durement critiquées par les fans de la mythologie de Superman, mais Gough voulait leur plaire ainsi que le grand public de The WB (les adolescents qui préféraient les histoires de méchant de la semaine aux épisodes se concentrant sur la mythologie de Superman).
Christopher Reeve, star des films Superman, a exprimé son approbation de la série :

J'étais un peu sceptique quand j'ai entendu parler de Smallville au début, mais je dois dire que l'écriture, le jeu d'acteur et les effets spéciaux sont assez remarquables. En 1977, une grande scène de cascades nous aurait pris une semaine à filmer - c'est assez impressionnant ce qu'ils sont capables de faire avec les ordinateurs et la technologie des effets aujourd'hui dans une série télévisée. Cela lui donne beaucoup plus de valeur de production et d'inventivité que ce que je pensais voir quand j'ai entendu parler de la série pour la première fois. Je pense que la série fait un très bon travail en suivant la mythologie, et Tom Welling fait du bon travail en suivant la tradition.

Selon Karl Heitmueller de MTV, Clark Kent de Smallville était une meilleure représentation du matériau original et restait «fidèle au cœur de l'histoire» en montrant l'altruisme de Clark et sa lutte entre ses désirs et ses obligations. Cependant, Heitmueller a écrit que la série aurait du mal à expliquer pourquoi personne à Smallville (y compris Lex Luthor) n'a reconnu Clark quand il a enfilé le costume. Michael Schneider de TV Guide l'a appelé l'un des meilleurs exemples d'une adaptation de super-héros pour la télévision, mais Christopher Hooton de Metro a écrit que Smallville était une histoire qui n'avait pas besoin d'être racontée: "Personne ne s'est donné la peine de suivre les années fastidieuses que Bruce Wayne a passées à fabriquer des puces électroniques chez Wayne Enterprises avant qu'il ne devienne Batman, alors pourquoi devons-nous endurer une décennie de chemise en flanelle Clark Kent coupant du foin?"

### Audience aux États-Unis
Le tableau suivant présente le classement saisonnier, basé sur le nombre total moyen de téléspectateurs par épisode, de Smallville sur The WB et The CW. «Rang» fait référence à la note de Smallville par rapport aux autres séries télévisées diffusées aux heures de grande écoute.
| Saison    | Horaire de diffusion | Network | Premier épisode   | Premier épisode               | Dernier épisode | Dernier épisode               | Rang | Téléspectateurs (en millions) |
| Saison    | Horaire de diffusion | Network | Date              | Téléspectateurs (en millions) | Date            | Téléspectateurs (en millions) | Rang | Téléspectateurs (en millions) |
| --------- | -------------------- | ------- | ----------------- | ----------------------------- | --------------- | ----------------------------- | ---- | ----------------------------- |
| Saison 1  | mardi 21 h           | The WB  | 16 octobre 2001   | 8.40                          | 21 mai 2002     | 3.80                          | #115 | 5.90                          |
| Saison 2  | mardi 21 h           | The WB  | 24 septembre 2002 | 8.70                          | 20 mai 2003     |                               | #113 | 6.30                          |
| Saison 3  | mercredi 20 h        | The WB  | 1er octobre 2003  | 6.80                          | 19 mai 2004     | 5.92                          | #141 | 4.96                          |
| Saison 4  | mercredi 20 h        | The WB  | 22 septembre 2004 | 6.07                          | 18 mai 2005     | 5.47                          | #124 | 4.40                          |
| Saison 5  | jeudi 20 h           | The WB  | 29 septembre 2005 | 5.90                          | 11 mai 2006     | 4.85                          | #117 | 4.70                          |
| Saison 6  | jeudi 20 h           | The CW  | 28 septembre 2006 | 4.96                          | 17 mai 2007     | 4.14                          | #125 | 4.10                          |
| Saison 7  | jeudi 20 h           | The CW  | 27 septembre 2007 | 5.18                          | 15 mai 2008     | 3.85                          | #175 | 3.77                          |
| Saison 8  | jeudi 20 h           | The CW  | 18 septembre 2008 | 4.34                          | 14 mai 2009     | 3.13                          | #152 | 3.74                          |
| Saison 9  | vendredi 20 h        | The CW  | 25 septembre 2009 | 2.58                          | 14 mai 2010     | 2.45                          |      |                               |
| Saison 10 | vendredi 20 h        | The CW  | 24 septembre 2010 | 2.95                          | 13 mai 2011     | 3.27                          |      |                               |

## Produits dérivés

### Sortie en DVD
| L'intégrale de la Saison | Date de sortie    | Date de sortie    | Date de sortie   |
| L'intégrale de la Saison | Region 1          | Region 2          | Region 4         |
| ------------------------ | ----------------- | ----------------- | ---------------- |
| 1                        | 23 septembre 2003 | 13 octobre 2003   |                  |
| 2                        | 18 mai 2004       | 17 septembre 2004 | 1er janvier 2005 |
| 3                        | 16 novembre 2004  | 18 avril 2005     | 13 juillet 2005  |
| 4                        | 13 septembre 2005 | 10 octobre 2005   | 11 novembre 2006 |
| 5                        | 12 septembre 2006 | 28 août 2006      | 4 avril 2007     |
| 6                        | 18 septembre 2007 | 22 octobre 2007   | 5 mars 2008      |
| 7                        | 9 septembre 2008  | 11 février 2009   | 3 mars 2009      |
| 8                        | 25 août 2009      | 8 novembre 2010   |                  |
| 9                        | 7 septembre 2010  | 23 février 2011   |                  |
| 10                       | 29 novembre 2011  | 10 octobre 2012   |                  |

### Romans
Ces romans sont sortis entre 2002 et 2005 et se déroulent lors des saisons 1 à 3 de la série bien qu'ils ne se suivent pas et restent indépendants de la série.
1. Bienvenue sur terre de Michael Teitelbaum (Cette histoire est basée sur le pilote de la série.)
2. Le gourou de Roger Stern
3. Ennemi non-identifié de Cherie Bennett et Jeff Gottesfel
4. Cruelle vengeance de Alan Grant
5. La main dans le sac de Cherie Bennett et Jeff Gottesfel
6. Mauvais esprits de Nancy Holder
7. Le rage au ventre de David Cody Weiss et Bobbi JG Weiss
8. Cherchez le coupable de Dean Wesley Smith
9. La toile du temps de Cherie Bennett et Jeff Gottesfel
10. Menace toxique de Diana G. Gallagher
11. Le sceau du secret de Suzan Colon
12. Silence de Nancy Holder
13. Porté disparu de Suzan Colon
14. La malédiction de Alan Grant
15. Coûte que coûte de Cherie Bennett et Jeff Gottesfel
16. Métropolis de Devin K. Grayson
17. La tentation de Suzan Colon
18. Attirance fatale de Cherie Bennett et Jeff Gottesfel

### Bandes dessinées

#### Première série
Smallville a eu droit à sa bande dessinée en 2003, éditée aux éditions Semic avec 1 à 2 épisodes tous les deux mois qui furent regroupés dans un comics. Mais à la suite des difficultés financières de la maison d'édition Semic, la bande dessinée a disparu des kiosques après seulement trois comics, un comic book et un hors série qui regroupait 8 épisodes en version française. Aux États-Unis, la production a encore duré un an jusqu'au Smallville no 11. En tout, les comics forment deux saisons. Voici la liste dans leur ordre de parution :
| Partie 1 : 1. Rapator (Raptor) : Paru dans Superman hors série numéro 6 en 2003 2. Exile a Métropolis (Exile and The Kingdom) : Paru dans Superman hors série numéro 6 en 2003 3. Chef de famille (Paterfamilias) : Paru dans Smallville comics no 1 en septembre 2003 4. Elémentale (Elementale) : Paru dans Smallville TV hit no 1 en novembre 2003 5. Beauté (Beauty) : Paru dans Smallville comics no 2 en novembre 2003 6. Ce que j'ai fait cet été (What I Did On My Summer Vacation) : Paru dans Smallville comics no 2 en novembre 2003 7. Vœux (Vows) : Paru dans Smallville comics no 3 en janvier 2004 8. Chimères (partie 1) (Chimera, part 1) : Paru dans Smallville comics no 3 en janvier 2004 9. Chimères (partie 2) (Chimera, part 2) : Paru aux États-Unis dans Smallville comics no 4 en mars 2004 10. Phelan : Paru aux États-Unis dans Smallville comics no 4 en mars 2004 11. Sejourn : Paru aux États-Unis dans Smallville comics no 5 en mai 2004 | Partie 2 : 1. The Few, The Proud : Paru aux États-Unis dans Smallville comics no 5 en mai 2004 2. I.D : Paru aux États-Unis dans Smallville comics no 6 en juillet 2004 3. Magic : Paru aux États-Unis dans Smallville comics no 6 en juillet 2004 4. Chronicle : Paru aux États-Unis dans Smallville comics no 7 en septembre 2004 5. Parenthood : Paru aux États-Unis dans Smallville comics no 7 en septembre 2004 6. Exploit : Paru aux États-Unis dans Smallville comics no 8 en novembre 2004 7. Captive : Paru aux États-Unis dans Smallville comics no 8 en novembre 2004 8. Secrets : Paru aux États-Unis dans Smallville comics no 9 en janvier 2005 9. Lies : Paru aux États-Unis dans Smallville comics no 9 en janvier 2005 10. Rampage : Paru aux États-Unis dans Smallville comics no 10 en mars 2005 11. Nature : Paru aux États-Unis dans Smallville comics no 11 en mai 2005 |

La BD a ensuite totalement disparu des kiosques américains, après la fermeture des éditions Semic.

#### Saison 11
La saison 11 est une suite sous forme de comics, elle est écrite par Bryan Q. Miller et éditée par DC Comics de 2012 à 2015.
Résumé : Six mois après que Clark a sauvé la terre de l'ignoble Darkseid et de son infection "Apokoliptique", il doit maintenant faire face à ses responsabilités en tant qu'Homme d'acier et maintenir sa vie de journaliste au Daily Planet. La plupart des gens sont ravis d'avoir un sauveur capable de déplacer une planète à mains nues, mais d'autres personnes, telles que Lex Luthor, s'inquiètent de voir un homme avoir de telles capacités.

### Série dérivée
Une autre série, centrée sur le personnage d'Aquaman devait débuter en 2006, avec Justin Hartley dans le rôle-titre, mais seul le pilote fut tourné, car la CW a annulé le projet.

### Intégration dans l'Arrowverse
Le 19 septembre 2019, il a été annoncé que Tom Welling reprendra son rôle de Clark Kent/Superman dans le très attendu crossover des séries de l'Arrowverse intitulé Crisis on Infinite Earths. Il rejoint ainsi Tyler Hoechlin et Brandon Routh qui reprendront également les versions du rôle de Clark Kent qu'ils avaient joué dans Supergirl et Superman Returns.
Le 20 septembre 2019, il est annoncé que Erica Durance reprendra également son rôle de Lois Lane dans ce même crossover.
Ce méga-crossover sera divisé en cinq parties dont la diffusion commencera les 8, 9 et 10 décembre 2019 dans Supergirl, Flash puis Batwoman, et s'achèvera le 14 janvier 2020 dans Arrow et Legends of Tomorrow.
Tom Welling et Erica Durance reprennent leurs rôles de Clark Kent et Lois Lane dans la deuxième partie du crossover ou il est révélé que Clark a abandonné sa vie de super-héros et ses pouvoirs pour fonder une famille avec Lois, le couple est parent de deux filles.

## Distinctions

### Récompenses
- 2008 : Emmy Awards, Outstanding Sound Editing for a Series
- 2008 : ASC Award, Outstanding Achievement… Glen Winter Épisode "Noir".
- 2007 : ASC Award, American Society of Cinematographers, États-Unis David Moxness, Épisode "Arrow".
- 2006 : Canadian Society of Cinematographers Awards, CSC Award
- 2006 : Emmy Awards, Outstanding Sound Editing for a Series
- 2005 : Saturn Award, Best DVD Television Programming For seasons 2 and 3
- 2005 : Canadian Society of Cinematographers Awards, CSC Award
- 2002 : Emmy Awards, Outstanding Sound Editing for a Series
- 2002 : Saturn Award, Best Supporting Actor in a Television Series, Michael Rosenbaum*2002 *2002 : ASCAP Award, 2 prix Top TV Series & Mark Snow

### Nominations
Plus de 112 nominations.